# Werner Best

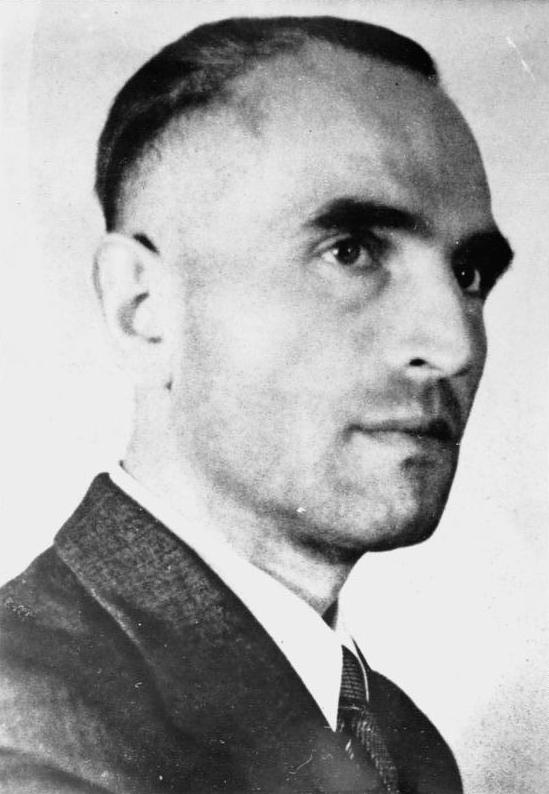
Werner Best (1942)

Karl Rudolf Werner Best (* 10. Juli 1903 in Darmstadt; † 23. Juni 1989 in Mülheim an der Ruhr) war ein deutscher Jurist, Polizeichef, SS-Obergruppenführer und Politiker der NSDAP.
Als „Theoretiker, Organisator und Personalchef der Gestapo“ hatte er eine wichtige Funktion bei der Etablierung der Gestapo und der Gründung des Reichssicherheitshauptamtes (RSHA). Die Konzeption und die erstmalige Aufstellung sogenannter Einsatzgruppen geht auf ihn zurück.
Innerhalb der SS galt er zeitweise als „führender Großraumtheoretiker“. Bekannt wurde er als Planer eines nicht erfolgten Putsches der NSDAP (1931), später dann als Stellvertreter von Reinhard Heydrich in der Führung des SD (1934–1940) sowie als deutscher Statthalter im besetzten Dänemark (1942–1945). Weniger bekannt ist seine Tätigkeit als hoher Offizier der Wehrmacht in der deutschen Militärverwaltung des besetzten Frankreich (1940–1942).
Nach dem Zweiten Weltkrieg wurde er in Dänemark als Kriegsverbrecher verurteilt. Nach seiner Entlassung spielte er eine wichtige Rolle bei dem erfolgreichen Versuch, durch verdeckte Einflussnahme auf Prozesse und Gesetzgebung in der Bundesrepublik die Strafverfolgung von NS-Tätern zu erschweren. Einer Ahndung seiner eigenen Verbrechen konnte er sich weitestgehend entziehen. Er starb kurz vor der Eröffnung des Hauptverfahrens gegen ihn.

## Herkunft und Prägung
Werner Best wurde 1903 als ältester Sohn des Postinspektors Georg Konrad Best und dessen Frau Karoline, geborene Noll/Nohl, in Darmstadt geboren. Sein Bruder Walter Best folgte 1905. Die Eltern zogen 1905 von Darmstadt nach Liegnitz und 1912 nach Dortmund. Der Vater starb als Oberleutnant nach einer schweren Verwundung zu Beginn des Ersten Weltkrieges in Frankreich. Daraufhin zog die Mutter mit den beiden Kindern nach Gonsenheim bei Mainz. Best besuchte das neue humanistische Gymnasium bis zum Abitur 1921.
Werner heiratete 1930 in Mainz Hildegard Regner, die Tochter des Zahnarztes Josef Regner. Sie hatten fünf Kinder.

### Jugend
Best war seit frühester Jugend dem Lager des völkischen Nationalismus in Deutschland verbunden. Nach dem Ende des Ersten Weltkrieges gründete er in Mainz die erste Ortsgruppe des Deutschnationalen Jugendbundes und wurde in der Deutschnationalen Volkspartei aktiv. Noch als Gymnasiast auf dem Neuen Mainzer Gymnasium war er Gründungsmitglied der Mainzer Ortsgruppe des Deutschvölkischen Schutz- und Trutzbundes.
Der frühe Verlust des Vaters durch den Krieg und das Erlebnis der alliierten Rheinlandbesetzung prägten den jungen Best entscheidend. Überregional bekannt wurde er erstmals, als er als Schüler einen Französischwettbewerb gewann und sich dann ausdrücklich weigerte, den Preis aus den Händen eines französischen Besatzungsoffiziers entgegenzunehmen.

### Studium und Ruhrkampf
Von 1921 bis 1925 studierte Best Rechtswissenschaften in Frankfurt am Main, Freiburg, Gießen und Heidelberg. In dieser Zeit wurde er auch Mitglied des stark antisemitischen Deutschen Hochschulringes, wo er erst in die Führung des Frankfurter Ringes aufstieg und dann in den „Führerrat“ des reichsweiten Gesamtverbandes. Innerhalb des Verbandes gehörte er zur radikal „rassenbiologisch orientierten“ Richtung, die sich mit ihren Positionen – wie etwa in der Ablehnung von Juden als Mitgliedern – gegenüber den gemäßigteren Strömungen durchsetzte, die einzelne Ausnahmen zulassen wollten.

#### Politische Aktivitäten im Ruhrkampf und kritische Distanz zur jungen NSDAP

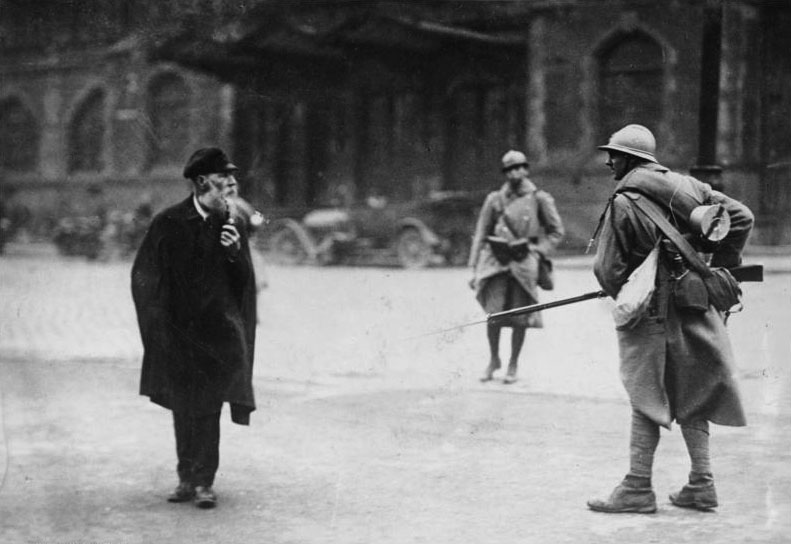
Zivilist und französischer Soldat während des Ruhrkampfes (Propagandaaufnahme 1923)

Gegen die französisch-belgische Ruhrbesetzung 1923 engagierte sich Best parallel zu Studium und Verbandsarbeit öffentlich und im Untergrund. Dabei unterstützten staatliche Stellen, wie die Reichszentrale für Heimatdienst des Reichsinnenministeriums, ihn und seinen Verband durch lockere Koordinierung der Tätigkeit und unregelmäßige Geldleistungen.
Als Leiter des sogenannten „Rheinlandamtes“ des Deutschen Hochschulringes organisierte Best Veranstaltungen, schrieb für die rechtsgerichtete Mainzer Tageszeitung, entwarf und veröffentlichte Denkschriften und reiste zu völkischen Jugendorganisationen an westdeutschen Universitäten, wodurch er weitverzweigte Kontakte knüpfte.
1923 meldete sich Best in den Wintersemesterferien als sogenannter Zeitfreiwilliger zur Reichswehr, um an einem militärischen Schnellkursus teilzunehmen. Zwar nahm er nicht selbst an Sabotageakten teil, trat aber für den Übergang zum bewaffneten Kampf gegen die Franzosen ein. Einen neuen Krieg hätte er in Kauf genommen.
Anlässlich einer Demonstration gegen den von Frankreich unterstützten rheinischen Separatismus vor dem Gebäude der Mainzer Notgelddruckerei wurde er verhaftet, für eine Woche inhaftiert und nach der Freilassung in Abwesenheit zu 25 Tagen Gefängnis verurteilt.
Der im rechtsradikalen Lager langsam bekannter werdenden NSDAP stand Best zu dieser Zeit noch kritisch gegenüber, da Adolf Hitler den Ruhrkampf an der Seite der Reichsregierung aus taktischen Gründen ablehnte.

#### Verhaftung und Verurteilung durch die französischen Besatzungsbehörden
1924 wurde Best von den französischen Besatzungsbehörden erneut inhaftiert, entging durch Glück jedoch einer Anklage wegen Spionage und konspirativer Unterstützung von Sabotagetätigkeiten, die zur Todesstrafe hätte führen können. Er wurde lediglich wegen Mitgliedschaft im Hochschulring und Waffenbesitzes – er hatte einige Schlagwaffen für Straßenkämpfe beschafft – zu einer Strafe von drei Jahren Haft und Zahlung von 1000 Mark verurteilt.
Ein Gnadengesuch zu stellen hatte Best abgelehnt, was sein Ansehen im völkischen Lager steigerte. Da seine Mutter jedoch ein Gnadengesuch einreichte und die Reichsregierung während der Londoner Reparationsverhandlungen eine allgemeine Amnestie für die „Ruhrkämpfer“ zu erreichen suchte, wurde Best im September 1924 nach etwa sechs Monaten Haft entlassen. Es enttäuschte ihn, dass die Reichsregierung den passiven Widerstand gegen die Besatzung aufgab. Weder war es gelungen, die Ruhrbesetzung zu beenden, noch änderte sich etwas an der alliierten Rheinlandbesetzung.

#### Examina und rechtsintellektuelle Vertiefung
In der folgenden Konsolidierungsphase der Weimarer Republik konzentrierte Best sich neben seiner politischen Arbeit nun vermehrt auf sein Studium, das er als „fleißiger und ehrgeiziger Student“ 1925 erfolgreich mit dem Examen abschloss. 1927 wurde er mit einer Dissertation Zur Frage der gewollten Tarifunfähigkeit zum Dr. jur. promoviert. Sein Referendariat absolvierte er an hessischen Gerichten, auf Verwaltungsstellen und in Rechtsanwaltskanzleien mit sehr positiven Benotungen als einer der „besten Studenten seines Prüfungsjahrganges“.
Daneben versuchte Best, seine publizistische Arbeit von reiner Propaganda zunehmend zu theoretischer Arbeit zu vertiefen, um sich im rechten Lager auch als ernsthafter Autor zu etablieren. Er knüpfte freundschaftliche Gesprächskontakte zu Intellektuellen wie Ernst Jünger und Edgar Julius Jung und veröffentlichte verschiedene Aufsätze in völkischen Zeitschriften. Für den von Ernst Jünger herausgegebenen Sammelband Krieg und Krieger verfasste er einen völkerrechtlich orientierten Aufsatz mit dem Titel Der Krieg und das Recht, in dem er gegen die aus seiner Sicht westlich utopistische Ablehnung des Krieges den Krieg als nicht zu ändernde und zu bejahende Naturgegebenheit verteidigte. Best nannte seine diesbezügliche Grundhaltung „heroisch-realistisch“, eine Formulierung, die Jünger aufgriff und in seinem Kreis weiterverwendete.

## Politische Karriere im Volksstaat Hessen

### Berufliche Etablierung und Aufstieg in der NSDAP
1929 wurde Best Gerichtsassessor am Amtsgericht in Gernsheim. 1930 heiratete er in Mainz Hildegard Regner, mit der er fünf Kinder hatte. Das Ehepaar zog nach Darmstadt und Best trat noch zum 1. November 1930 in die NSDAP ein (Mitgliedsnummer 341.338).
Dieser Schritt erschien ihm nun folgerichtig, da ihm zwar nach eigenem Bekunden die „Massenwerbung der NSDAP und ihr ganzer Stil“ nicht gefielen, aber ihr Erfolg bei Wahlen die politische „Möglichkeit aufzeigte, dass auf diesem Weg etwas erreicht werden konnte“. Hinzu kam, dass das Parteiprogramm der NSDAP „praktisch mit allen Programmen in der nationalen oder völkischen Bewegung übereinstimmte“. Es war eine Entscheidung für eine neue Kampfform, nicht für ein neues Kampfziel.
Da die NSDAP in dieser Zeit im Volksstaat Hessen zwar einen großen Mitgliederzuwachs vermelden konnte, jedoch nur wenig geeignetes und akademisch gebildetes Führungspersonal vorzuweisen hatte und es Best zusätzlich gelang, ihm persönlich bekannte Jungakademiker oder Freunde aus dem Hochschulring in die Partei mitzubringen, verfügte er von Anfang an innerhalb der hessischen NSDAP über eine gewisse Hausmacht und gehörte als ihr „Rechtsberater“ seit seinem Eintritt zur Leitung des NSDAP-Gaues Hessen-Darmstadt. Bereits 1931 bezeichnete ihn die Frankfurter Zeitung als „geistigen Führer der Nationalsozialistischen Partei in Hessen“.
Sein erstes und flüchtiges Zusammentreffen mit Hitler (noch ohne persönliches Kennenlernen) auf einer Tagung der Harzburger Front empfand Best dagegen als enttäuschend: Auftritt und Ansprache Hitlers in einem kleinen und elitären Kreis beeindruckten ihn nicht. Fern von einem Erweckungserlebnis sah er in Hitler eher einen massentauglichen „Propheten“ als einen „Staatsmann“ und in seiner Bewegung vor allem die Chance, eine „von den Besten der Nation, von den echten Führern regierte völkische Republik“ zu erreichen.
In der Folgezeit versuchte Best in Aufsätzen und Zeitungsartikeln, weltanschauliche Positionen der NSDAP klarer zu formulieren und zu vertiefen. Dabei setzte er unbekümmert eigene Akzente. Er bestritt in Auseinandersetzung mit Kritik aus Kreisen der katholischen Amtskirche, dass die NSDAP generell von der absoluten Minderwertigkeit von Juden überzeugt sei. Stattdessen argumentierte er: Die NSDAP gehe davon aus, dass Völker die „Urphänomene des Menschentums“ und von außen nicht zu hierarchisieren seien. Jedes Volk müsse seinen eigenen Interessen folgen, deswegen sei der Antisemitismus der NSDAP keine „Weltanschauung, sondern politische, wirtschaftliche und kulturelle Notwehr“.
Best erläuterte weiter: „In Konflikten vertreten wir selbstverständlich die Lebensnotwendigkeiten unseres Volkes bis zur Vernichtung des Gegners aber ohne den Hass und die Verachtung, die jede absolut wertende Einstellung dem Gegner entgegenbringt“.
Er zeigte sich überzeugt von einer von Juden ausgehenden Gefahr für die Deutschen: „Wir erkennen nur, dass bestimmte Völker und Wesensarten unser Volk schädigen und in seinem Dasein bedrohen, und wir setzen uns zur Wehr. Auch im Kampfe gegen das Judentum ist unser Ziel die Freiheit von der Überfremdung, reinliche Scheidung und Fremdenrecht für die Volksfremden“.

### Skandal um die Boxheimer Dokumente 1931
1931 errang die NSDAP im Volksstaat Hessen deutliche Stimmenzuwächse und Werner Best wurde als designierter Vorsitzender der Fraktion in den Landtag gewählt. Politisch hatte die Wahl in Hessen reichsweite Bedeutung, weil Reichskanzler Heinrich Brüning eine Zusammenarbeit mit der NSDAP prüfen wollte und in Hessen deswegen Koalitionsverhandlungen zwischen NSDAP und Zentrum eingeleitet wurden.
In dieser Zeit wurde bekannt, dass Werner Best in den sogenannten Boxheimer Dokumenten – vor dem Hintergrund eines fiktiven kommunistischen Aufstands – ein Szenario für eine Machtübernahme der NSDAP entwickelt hatte. Politische Gegner sollten verhaftet und ermordet werden. Diese Pläne Bests waren innerhalb der Partei zuvor auf wenig Gegenliebe gestoßen, weil ihr drängender Ton gegenüber Hitler als anmaßend wahrgenommen wurde. Daher hatten sie zuvor keine praktische Relevanz gehabt, in der Öffentlichkeit konterkarierten sie nach der Veröffentlichung jedoch den „Legalitätskurs“ der NSDAP.
Der NS-Landtagsabgeordnete Karl Wilhelm Schäfer hatte nach einem fraktionsinternen Streit mit Best die Dokumente aus Rache an die hessische Polizei weitergeleitet, die dem sozialdemokratischen Innenminister Wilhelm Leuschner unterstand. Daraufhin wurde ein Ermittlungsverfahren gegen Best eingeleitet und die Presse informiert.
Best wurde im Gefolge der öffentlichen Empörung von seinem Amt als Richter suspendiert. Seine bürgerliche Existenz war in Gefahr. Da das negative und besorgte Echo in den Medien der NSDAP ungelegen kam, drohte kurzzeitig auch ein Ende seiner politischen Karriere. Er fuhr deswegen persönlich nach München zu Hitler, um sich zu rechtfertigen. Der empfing ihn jedoch freundlich und verständnisvoll, sodass die von Best zusätzlich befürchteten parteiinternen Konsequenzen ausblieben. Hitler tadelte lediglich den ungünstigen Zeitpunkt des Öffentlichwerdens, während er die politische Härte und Entschlossenheit des jungen Juristen positiv vermerkte. Best hatte sich nun unverhofft auch in München bei Hitler und seiner Umgebung einen gewissen Namen gemacht.
Das gegen ihn eingeleitete Untersuchungsverfahren wegen Hochverrats wurde im Oktober 1932 mit der Begründung eingestellt, die Pläne hätten sich nicht gegen die legale Regierung, sondern gegen etwaige kommunistische Revolutionäre in einer fiktiven Situation gerichtet. Gleichzeitig wurde versucht, ein Verbot der NSDAP auf Reichsebene durchzusetzen. Mitglieder und Sympathisanten der NSDAP im Reichsinnenministerium konnten dies jedoch verhindern. Allerdings stellte sich Reichskanzler Brüning unter dem Druck der Öffentlichkeit und der Reichswehr, die über das Bürgerkriegszenario besorgt war, stärker gegen die NSDAP. In Hessen kam daher keine Koalition von NSDAP und Zentrum zustande.

### Eintritt in die SS und Landtagsarbeit
1931 trat Best in die SS ein (SS-Nummer 23.377). Ihr elitärer Korpsgeist – wesentlicher Unterschied zur damals noch sehr viel mächtigeren und auf die Massen abzielenden SA – sagte ihm zu. Die SS wurde ihm „in der Folgezeit in immer stärkerem Maße zur eigentlichen politischen Heimat“ und blieb es auch bis zum „Ende des Zweiten Weltkrieges“.
Aufgrund des Boxheimer Skandals wurde Best nicht offiziell Fraktionsvorsitzender im Landtag, nahm aber informell die Führungsposition ein. 1932 wurde Best auch zum Kreisleiter der NSDAP im damals hessischen Mainz ernannt. Die Politik der NSDAP-Fraktion im Landtag gestaltete er für die demokratischen Parteien überwiegend destruktiv und bewusst konfrontativ, wobei er fortlaufend den Rücktritt der nach dem Verlust ihrer Mehrheit nur noch geschäftsführend amtierenden Regierung unter Bernhard Adelung forderte. Besonderes Interesse hatte die NSDAP-Fraktion an einer Entmachtung des sozialdemokratischen Innenministers Wilhelm Leuschner. Ein von Reichskanzler Brüning geförderter neuer Versuch, eine Koalition von NSDAP und Zentrum zu bilden, scheiterte erneut. Diesmal war es Hitlers Befürchtung, dass er in die Falle eines „Zähmungskonzepts“ laufen könnte.

### Machtergreifung in Hessen
Erst nachdem Hitler am 30. Januar 1933 zum Reichskanzler ernannt worden war, gelang es, die Regierung Adelung durch massiven Druck aus Berlin zur Entlassung Leuschners zu bewegen. Nach dem Erlass der Reichstagsbrandverordnung setzten polizeiliche Aktionen gegen die KPD auch in Hessen ein. Spätestens mit der Bestellung eines Reichskommissars – ausgewählt wurde der hessische Nationalsozialist Heinz Müller – kontrollierte die NSDAP die hessische Polizei, die sofort mit Verhaftungen und Hausdurchsuchungen gegen politische Gegner, insbesondere gegen Kommunisten, vorging.
Best behauptete in der Öffentlichkeit, dass die Ergebnisse der Hausdurchsuchungen seine Boxheimer Dokumente im Kern bestätigt hätten: „Die bolschewistische Gefahr, über deren Ankündigung der weise Spießer noch vor zwei Jahren lächelte, ist im letzten Augenblick in ihrem ganzen Umfang enthüllt worden“.
Best selbst wurde vom Reichskommissar vorläufig zum „Sonderkommissar für das Polizeiwesen“ ernannt. Etwa ein Drittel der höheren hessischen Polizeioffiziere wurde umgehend aus politischen Gründen entlassen und durch der NS-Regierung gewogene Beamte ersetzt. Am 13. März 1933 war Ferdinand Werner im Landtag zum ersten nationalsozialistischen Staatspräsidenten des Volksstaates gewählt und am 15. Mai 1933 vom Reichsstatthalter Jakob Sprenger zum Ministerpräsidenten ernannt worden. Best wurde „Staatskommissar für das Polizeiwesen in Hessen“.

### Staatskommissar für das Polizeiwesen in Hessen
In dieser Position setzte Best charakteristische Akzente. Während er tausende von SA- und SS-Angehörigen zu „Hilfspolizisten“ vereidigen ließ, achtete Best entschieden darauf, dass die SA stets unter dem Oberbefehl der Polizei stand und eigenständige Aktionen unterblieben. Für den politischen Terror nach der Machtübernahme griff er daher bereits früh auf staatliche Stellen zurück. Seine Personalpolitik gab unpolitischen Fachleuten den Vorzug vor den altgedienten NS-Aktivisten. Dabei nahm er auch den Konflikt mit dem Reichsstatthalter Sprenger in Kauf, der mit diesem Kurs und der Ernennung des neuen Chefs der uniformierten Polizei – Best wählte einen zentrumsnahen Polizeioberst – nicht einverstanden war. Relativ schnell löste Best die Hilfspolizei wieder auf, Teile von ihr überführte er jedoch in den normalen Polizeidienst Hessens. Dadurch steigerte er die „Loyalität im Polizeiapparat“ ihm und der neuen NS-Regierung gegenüber.
Die politische Polizei, vorher Teil des Polizeipräsidiums Darmstadt, unterstellte er sich selbst und machte aus ihr dann am 28. März 1933 eine eigenständige Dienststelle unter der Bezeichnung „Staatskommissar für das Polizeiwesen in Hessen (Zentralpolizeistelle)“. Diese wurde drei Monate später in „Hessisches Staatspolizeiamt Darmstadt“ umbenannt.
Damit war Hessen noch vor Preußen das erste Land im Reich, das über eine von der normalen Polizei organisatorisch geschiedene politische Polizei „als mit umfassenden Befugnissen ausgestattete Sonderbehörde“ verfügte.
Ähnlich wegweisend war das auf seine Anordnung hin errichtete KZ Osthofen; dessen Aufbau begann bereits Anfang März 1933, wenige Tage nach dem KZ Nohra und noch vor dem KZ Dachau.

### Mordfall Schäfer und Ende der Karriere in Hessen
Bests Karriere geriet in Gefahr, als er zunehmend in Konflikt mit dem hessischen Reichsstatthalter Sprenger kam. Dieser ernannte ihn mit Wirkung vom 10. Juli 1933 zwar noch zum „Landespolizeipräsidenten“ und übertrug ihm damit die Leitung der Polizeiabteilung im Innenministerium, allerdings war er damit einem Staatssekretär des Reichsstatthalters untergeordnet.
Best jedoch leistete Widerstand gegen Versuche, geringqualifizierte NS-Parteigenossen in den Staats- und Polizeiapparat einzuschleusen, und verlangte auch von diesen das Bestehen entsprechender Fachprüfungen – eine Forderung, die den Interessen des stärker parteiorientierten Reichstatthalters widersprach.
Die Machtprobe mit Sprenger verlor Best trotz seines starken Rückhalts im Polizeiapparat und in Teilen der hessischen NSDAP auf eine spektakuläre und undurchsichtige Weise: Am 18. Juli 1933 wurde im preußischen Frankfurt am Main die Leiche von Karl Wilhelm Schäfer gefunden, eben jenes NS-Landtagsabgeordneten, der die Boxheimer Dokumente weitergegeben und damit Bests Karriere stark gefährdet hatte. Offensichtlich war er unmittelbar zuvor durch Schüsse getötet worden, nachdem er bereits im März 1933 auf Befehl Bests in „Schutzhaft“ genommen und aus dieser seither auch nicht förmlich entlassen worden war.
Der öffentliche Verdacht richtete sich naturgemäß unmittelbar gegen Best. Nach dem Zweiten Weltkrieg gab Best an, er habe Schäfer von drei Polizeibeamten über die Landesgrenze nach Frankfurt am Main bringen lassen, wo diese ihn anordnungsgemäß freigelassen hätten. Für den Mord seien – ohne Bests Zutun und Wissen – wohl Leute Sprengers verantwortlich gewesen. Ermittlungen der Generalstaatsanwaltschaft Frankfurt am Main 1948 legten hingegen nahe, dass der SS-Standartenführer Willy Herbert an der Sache beteiligt war, der Best unterstellte Polizeidirektor von Mainz. Sein Auto war kurz nach der Tatzeit von Zeugen in der Nähe des Tatorts gesehen worden.
Reichsstatthalter Sprenger selbst fasste 1933 interne Ermittlungen gegenüber Ferdinand Werner so zusammen, dass Best den Mordauftrag gegeben und dabei Fehler in der Planung gemacht habe. Dadurch sei Best zu einer nicht mehr tragbaren Belastung geworden. Sprenger nutzte die Gelegenheit, den Konkurrenten loszuwerden, entließ Best und säuberte die hessische Polizei und NSDAP von dessen Unterstützern.

## Aufstieg im Sicherheitsapparat

### Tätigkeit für Heinrich Himmler und den SD
Das Aus in Hessen erwies sich für Best allerdings als Gelegenheit zum weiteren Aufstieg. Der ihm bereits bekannte Heinrich Himmler – zu dieser Zeit Reichsführer SS und „Chef der Polizei in Bayern“ – holte ihn als Polizeifachmann zu sich nach München.
Zuvor hatte Hitler wohl bereits die Entscheidung getroffen, die politischen Polizeien der Länder auf Reichsebene zu vereinheitlichen und parallel dazu jene Verbindung von SS und Polizei generell durchzusetzen, die Himmler als das „bayrische Modell“ bereits etabliert hatte. Dieses Modell galt es nun gegen den Widerstand der Justizbehörden und der allgemeinen Verwaltung durchzusetzen und auch gegen den Widerstand der SA, die über eine Reihe eigener Polizeipräsidenten in den Ländern verfügte.

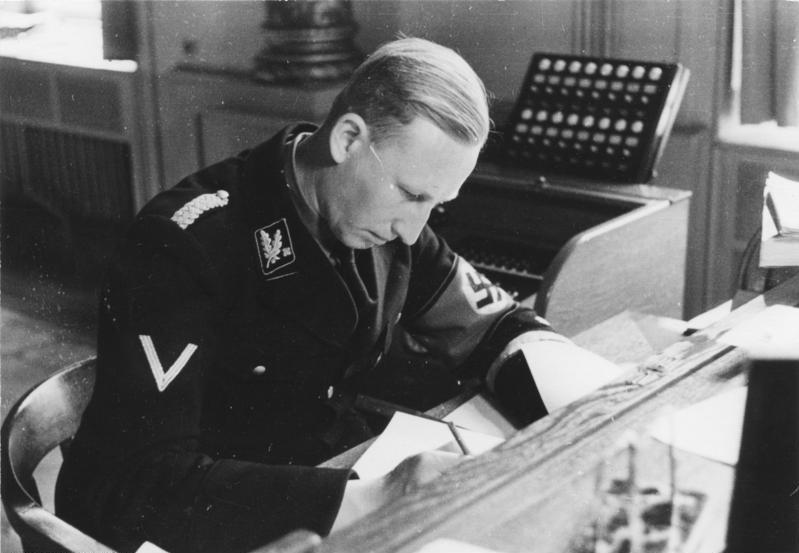
Reinhard Heydrich (1934)

Himmler bot Best an, nach der angestrebten Entmachtung der anderen Länderpolizeien unter ihm Verwaltungschef einer reichsweiten Polizei zu werden. Da diese erst noch zu gründen war, teilte Himmler Best vorläufig dem noch eher nachrangigen Sicherheitsdienst (SD) zu. Beim SD war Best Reinhard Heydrich unterstellt und sollte Kontakte in die politischen Polizeien der anderen Länder knüpfen.
Der Versuch, Kontrolle über die nichtbayerischen politischen Polizeien zu erlangen, verlief anfangs erfolglos. Erst Druck aus Berlin bewog die Reichsstatthalter allmählich, die Kontrolle an Himmler abzugeben. Wichtig für die Bereitschaft dazu war der spürbar aufkommende Konflikt mit der SA, deren Eigenständigkeit und Aggressivität von der NS-Führung, den Parteigliederungen und in den Ministerien gleichermaßen gefürchtet wurde. Als letzte Bastion wurde im April 1934 die mächtige „Preußische Geheime Staatspolizei“, nun unter der Führung von Reinhard Heydrich, faktisch dem Einflussbereich der SS zugeschlagen. Nach der Ernennung von Heinrich Himmler zum „Chef der Deutschen Polizei“ im Juni 1936 wurden die verschiedenen Politischen Polizeien der Länder reichseinheitlich unter der preußischen Bezeichnung „Gestapo“ zentralisiert.

### Beteiligung an den Röhm-Morden
Im März 1934 wurde Best zum Organisationschef des SD ernannt, den er reorganisierte und in Süddeutschland auch operativ führte. Da Heydrich und Himmler inzwischen in Berlin amtierten, hatte Best in München eine große Machtstellung inne.

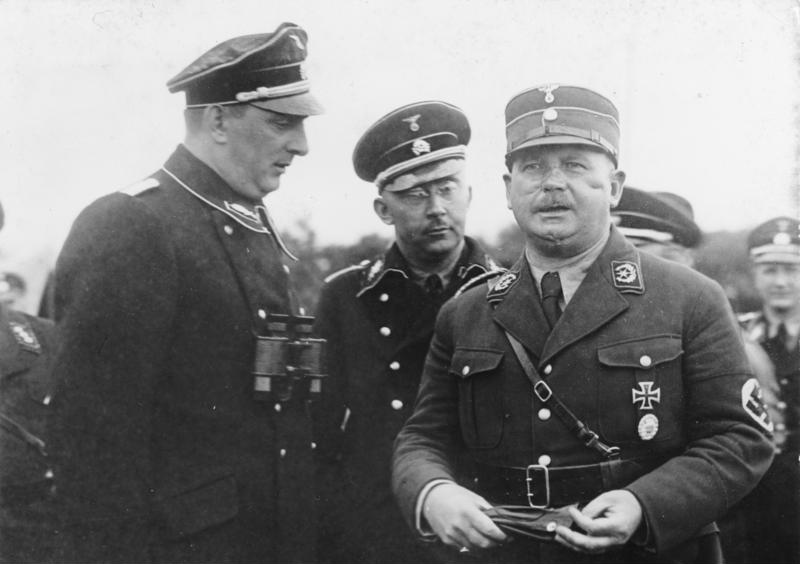
Von rechts nach links, Ernst Röhm, Heinrich Himmler und Kurt Daluege (August 1933)

Der SD legte sein Augenmerk vor allem auf Aktivitäten der SA, die er nach Berlin weitermeldete. Innerhalb der NS-Führung nahmen zu dieser Zeit Pläne Gestalt an, die SA gewaltsam zu entmachten. Dasselbe Schicksal war, nach der kritischen Marburger Rede von Vizekanzler Franz von Papen, auch den deutschnationalen Eliten zugedacht, die noch mit den Nationalsozialisten verbunden waren. Über SA-Führer, die als oppositionell eingeordnet wurden, und Angehörige der deutschnationalen „Reaktion“ wurden Listen erstellt. Die Listen der im Süden zu Ermordenden führte Best vermutlich persönlich.
Am 27. Juni 1934 flog Best nach Berlin zu Heydrich, um die Einzelheiten der bevorstehenden Aktion zu besprechen, die später unter der irreführenden Bezeichnung Röhm-Putsch bekannt wurde: Einheiten der SS sollten den SD-Oberabschnittsleitern vor Ort unterstellt werden, die dann die Operation anzuführen hätten. Am 28. Juni 1934 war Best wieder in München und instruierte seine Untergebenen. Einen Tag später holte er in Augsburg die Leibstandarte SS Adolf Hitler am Bahnhof ab und begab sich mit ihr nach München. Vom bayerischen Innenministerium aus gab er gemeinsam mit Karl Oberg die Befehle, während seine SD-Offiziere ausschwärmten, um an der Spitze von SS-Kommandos die Verhaftungen durchzuführen. Best und Oberg ließen sich per Fernschreiber aus Berlin bestätigen, wer zu exekutieren war – insgesamt wurden in Süddeutschland so 28 Menschen ermordet.
Dabei strich Best möglicherweise auch Personen von der Liste: Rechtsintellektuelle wie Ernst Jünger, Ernst Niekisch und Hans Zehrer sollen ihm ihr Leben zu verdanken haben; die Rettung des Münchner Polizeipräsidenten August Schneidhuber sei ihm dagegen nicht geglückt.
Der mit Best befreundete konservative Intellektuelle Edgar Julius Jung wurde im Rahmen der Aktion bei Berlin ermordet. Unmittelbar nach den Morden ernannte Himmler Best zum SS-Obersturmbannführer. Er gehörte spätestens jetzt zum „engsten Führungskreis von SS und SD“.
SD und SS konnten ihre Macht innerhalb der Polykratie des NS-Regimes weiter institutionell ausbauen. Der SD wurde zum einzigen Nachrichtendienst der Partei bestimmt und die SS als eigenständige Formation aus der SA herausgelöst. Himmler stieg auch formell zum obersten Herrn der politischen Polizeien auf. Innerhalb des preußischen Geheimen Staatspolizeiamts (Gestapa) wurde ein entsprechendes, ihm unterstelltes Koordinierungsbüro eingerichtet, sodass das Gestapa die Führung der politischen Polizeien in den Ländern übernahm. Diese Sonderrolle der SS als herausgehobene Aristokratie in Staat und NS-Bewegung kam Bests Anschauung entgegen, dass die „Besten der Nation“ als „weltanschauliches Elitekorps“ die Masse zu führen hätten.

### Rollen innerhalb der politischen Polizei

#### Einfluss auf die Gestapo

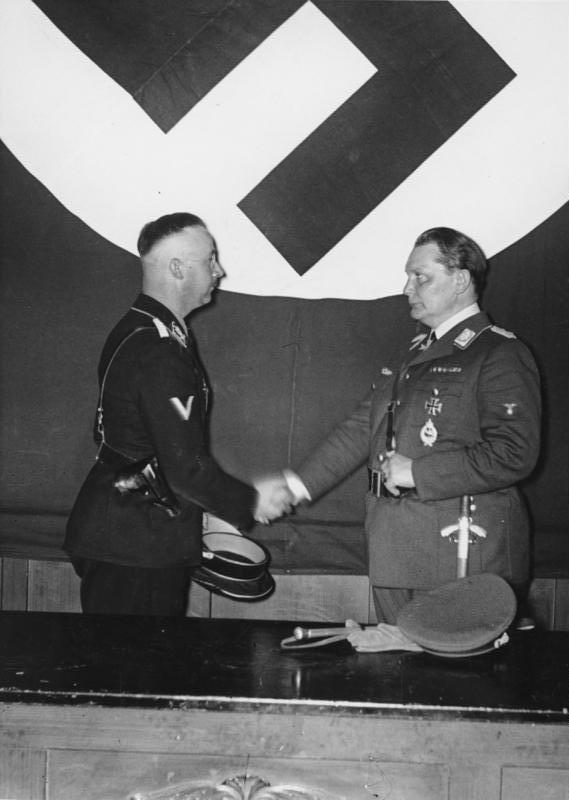
Der ab 1934 Werner Best protegierende Heinrich Himmler (links) wird von Hermann Göring zum Inspekteur des Preußischen Geheimen Staatspolizeiamtes und damit Leiter einer reichsweiten politischen Polizei ernannt (20. April 1934)

Im Sommer 1934 kam Best zusätzlich, ab Januar 1935 ausschließlich, zur preußischen Gestapo. Während Himmler als „Inspekteur“ der Gestapo die reichsweite Oberleitung hatte, war Heydrich Leiter des Gesamtamtes und der Hauptabteilung II (Politische Polizei). Best wurde stellvertretender Leiter des Amtes und Chef der Hauptabteilung I (Recht, Personal, Verwaltung). Innerhalb der Hierarchie stand er damit an dritter Stelle. Sein Einfluss auf die Herausbildung des Amtes war jedoch noch größer, da Himmler als Reichsführer SS und Heydrich als Chef des SD oft anderweitig in Anspruch genommen wurden. Innerhalb kurzer Zeit wurde Best so der „Organisator, Personalchef, Justitiar und Ideologe der Gestapo“.

##### Schutzhaft als dauerhafte Vollmacht der Gestapo
Best sorgte dafür, die Gestapo gegen Einhegungsversuche zu verteidigen. Er erarbeitete für die Gestapo eine eigene Ermächtigungsgrundlage und sorgte für die Beibehaltung der bisherigen Form der „Schutzhaft“. Dies war für das Vorgehen der Politischen Polizei äußerst wichtig, während Justiz- und Innenministerium die Schutzhaft Regeln unterstellen wollten.
Das Reichsinnenministerium hatte in einem Erlass ausgeführt, dass die Schutzhaft nicht von der Polizei als „Ersatzstrafe“ neben der Gerichtsbarkeit zu verhängen sei. Rechtsanwälte seien generell von der Schutzhaft auszunehmen. Dahinter stand die Vorstellung, dass die Schutzhaft ein vorübergehendes Notinstrument sein sollte, das zukünftig durch andere Verfahren etwa über die klassische Rechtsprechung zu ersetzen sei. Gegen die Wehrlosigkeit des Einzelnen gegenüber der Schutzhaft, insbesondere gegen die Beschränkung des Zugangs zu Rechtsanwälten hatte sogar der Bund Nationalsozialistischer Deutscher Juristen protestiert.
Heydrich und Best dachten gänzlich anders darüber. Best begründete daher die Schutzhaft als polizeiliches und dauerhaftes Verfahren jenseits des Rechtes. Es orientiere sich allein an den Interessen von Staat und politischer Führung. Im Gegensatz zu den üblichen rechtsstaatlichen Vorstellungen gehe es nicht um formelles Recht, sondern um die Zweckmäßigkeit. Best forderte, die „für den Kampf gegen Staatsfeinde“ unzulänglichen „Verfahrensformen der Justiz“ abzuschaffen und durch einen allein polizeilich und politisch zu begründenden und damit nicht zu hinterfragenden Ermessensraum zu ersetzen.
Durch einen Führerbefehl bestätigte Hitler diese Auffassung und verbot den Zugang von Rechtsanwälten zu Schutzhäftlingen. Dementsprechend urteilten nun auch die Gerichte, dass die Schutzhaft als politische Maßnahme jenseits einer gerichtlichen Überprüfung stehe.

##### Reaktion auf Beschwerden über Misshandlungen
Ähnlich argumentierte Best bei Beschwerden gegen die Misshandlung von KZ-Gefangenen: Ausgehend vom „Staatsnotstand“ und dem „nationalsozialistischen Standpunkt der Allgemeinheit, die über dem Einzelnen steht“ seien die Beschwerden zurückzuweisen. Denn gewähre man dem Gefangenen Rechte, könne er diese nutzen, um die Arbeit der Polizei zu unterlaufen und so den Staat zu schädigen. Er sei als Individuum jedoch „ein Mitglied des Staatsorganismus. Solange es mitarbeitet, trägt es den Staat mit. Wenn es sich außerhalb der Gemeinschaft stellt, zum Verbrecher wird, ist es ein Schädling an allen und wird von allen, d. h. vom Staate bekämpft.
Der Staat nimmt an diesem Kampfe die durch das Notwehrrecht gerechtfertigte Abwehrstellung ein.“
In konkreten Fällen sorgte Best dafür, dass in der Anfangszeit von der Justiz noch angestrengte Verfahren gegen besonders brutale Beamte der Gestapo niedergeschlagen wurden. Auf eine vom Berliner Domkapitular Bernhard Lichtenberg eingebrachte Beschwerde über die Verhältnisse im KZ Esterwegen ging er detailliert ein. Seine Antwort machte deutlich, dass er mit den konkreten Verhältnissen in den Lagern vertraut war.

##### Generalermächtigung der Politischen Polizei und Ausbau zur Sicherheitspolizei
Im dritten Gestapogesetz vom Februar 1936 gelang es ihm, gegenüber Innen- und Justizministerium seine Vorstellungen als Ermächtigungsklauseln zu verankern: Die Gestapo behielt ihr Schutzhaftmonopol und bekam zusätzlich das Recht, eigenständig zu entscheiden, auf welchen Gebieten sie tätig werden wollte.
Damit war die Gestapo als „autonome Sonderbehörde“ etabliert und Best hatte sich durch ständigen Rückgriff auf Himmler, der wiederum Hitler vortrug, durchgesetzt.
Im Juni 1936 wurde die Gesamtpolizei Himmler unterstellt, dessen Machtstreben damit vom Erfolg gekrönt wurde. Gemäß Bests Vorstellungen wurden zwei „Hauptämter“ der Polizei geschaffen: Das Hauptamt Ordnungspolizei und das Hauptamt Sicherheitspolizei, das hauptsächlich die bisherige Gestapo umfasste. Best übernahm das Amt Verwaltung und Recht, das Amt Politische Polizei führte Heydrich, während die neu hinzugekommene Kriminalpolizei im Amt Kriminalpolizei ebenfalls von Heydrich und seinem dortigen Stellvertreter Arthur Nebe geführt wurde.
In diplomatisch heikler Abgrenzung zur militärischen Abwehr wurde Best auch mit der Aufgabe betraut, die gestapoeigene Abwehrpolizei, die mit der Aufklärung von Landesverrat und Spionage betraut war, als Abteilung III der politischen Polizei auszubauen und kommissarisch zu leiten. Best gelang es, zum Leiter der militärischen Abwehr, Wilhelm Canaris, ein gutes Verhältnis aufzubauen, das auch die Blomberg-Fritsch-Affäre, in der Best Werner von Fritsch persönlich verhörte, einigermaßen unbeschadet überstand.
In der NS-Zeitschrift Deutsches Recht charakterisierte er 1936 die politische Polizei des nationalsozialistischen Staates als „eine Einrichtung, die den politischen Gesundheitszustand des deutschen Volkskörpers sorgfältig überwacht, jedes Krankheitssymptom rechtzeitig erkennt, die Zerstörungskeime feststellt und mit jedem geeigneten Mittel beseitigt“.

#### Radikalisierung der Judenverfolgung

##### Systematisierung der Ausgrenzung
Großen Einfluss hatte Best darauf, die Judenpolitik des nationalsozialistischen Staates zu systematisieren. Während er für spontane Gewaltexzesse der SA wenig übrig hatte, lag ihm viel an einer für ihn seit den ersten Tagen seiner politischen Aktivität völkisch und quasi-naturgesetzlich begründeten systematischen Aussonderung der Juden.
Gemeinsam mit Heydrich entwickelte er deshalb Vorschläge, die sich bereits 1935 teilweise in den Nürnberger Gesetzen niederschlugen. Ihre verwaltungstechnische Durchführung erleichterte Best dadurch, dass seine Behörde durch genaue Erfassung der Juden in einer „Judenkartei“ die Grundlage für die Umsetzung der Gesetze bereits geschaffen hatte. Lange gingen SD und Gestapo noch von der Vorstellung einer erzwungenen Auswanderung der deutschen Juden (zuletzt im Madagaskarplan von 1940) aus, die durch ihre öffentliche Diskriminierung vorbereitet werden sollte. In der Zentralstelle für jüdische Auswanderung unter Adolf Eichmann in Wien, das seit dem Anschluss Österreichs 1938 Teil des Deutschen Reiches war, wurde eine radikale Unterdrückungs- und Enteignungspolitik gegenüber den österreichischen Juden konzipiert. Sie ließ tatsächlich viele von ihnen ins Ausland flüchten.
Dieses Modell wurde im übrigen Deutschland als geglückter Testlauf angesehen. Für Ausweisungen war in der Gestapo Werner Best zuständig, dem auch die Ausländerpolizei unterstand. Allerdings wurde die an sich erwünschte Auswanderung durch die hohe Reichsfluchtsteuer erschwert: Viele auswanderungswillige Juden, die durch die nationalsozialistischen Berufsverbote und durch „Arisierungen“ verarmt waren, mussten daher bleiben. Die polnische Regierung versuchte etwa deswegen, die Rücknahme eigener verarmter Staatsbürger zu verhindern, was das Auswärtige Amt 1938 bewog, alle polnischen Juden im Reichsgebiet sofort auszuweisen. Durchgeführt wurde dieser Beschluss von der Gestapo unter Best in der sogenannten Polenaktion. Best ließ etwa 17.000 polnische Juden verhaften und in Sammeltransporten zur Grenze verbringen. Da die Polnische Republik ihre Aufnahme anfänglich verweigerte, blieb die Mehrzahl der Juden im Niemandsland zwischen Polen und Deutschland in improvisierten Lagern unter sehr schlechten Bedingungen gefangen.

##### Ausnutzung der Novemberpogrome 1938
Heydrich und Best wurden von der sogenannten Reichskristallnacht überrumpelt, da diese judenfeindliche Aktion nicht von der Geheimpolizei, sondern von der Partei und Joseph Goebbels ausging. Sie schlossen sich ihr jedoch insofern improvisierend an, als sie das Verhalten und Stillhalten der ebenso überraschten Polizei zu koordinieren hatten. In der Folge der Pogrome verhaftete die Sicherheitspolizei ab dem 10. November 1938 kurzfristig, aber effektiv koordiniert, mehrere Tausend wohlhabende Juden und deportierte sie in Konzentrationslager.
In der Folgekonferenz am 12. November 1938 unter Beteiligung von Göring und Goebbels gelang es Heydrich, die Federführung wieder zu übernehmen und das bereits von ihm und Best 1935 entwickelte Konzept, welches bereits Eingang in die Nürnberger Rassegesetze gefunden hatte, in den Ausführungsbestimmungen noch zu verschärfen: Äußere Kennzeichnung und erzwungene Ghettoisierung der Juden waren nun möglich.
Dies gelang, weil Heydrich anders als Goebbels klare Vorstellungen hatte: Demnach sollten Juden radikal von Nichtjuden getrennt werden, um die Auswanderung der Ersteren zu erzwingen. Dank Bests verwaltungstechnischer Vorarbeit schien eine solche Trennung auch möglich zu sein, zumal die Sicherheitspolizei durch die schnelle Verhaftungswelle ihre Fähigkeiten bereits bewiesen hatte.

##### Folgen der Novemberpogrome
Es wurden so viele Menschen verhaftet, dass Best bei Reichsfinanzminister Lutz Graf Schwerin von Krosigk weitere Mittel für die Konzentrationslager beantragen musste. Insgesamt ging der Plan der Sicherheitspolizei auf: Von den in Konzentrationslager verbrachten Juden erklärten sich beispielsweise im KZ Dachau 10.415 Häftlinge zur Auswanderung bereit, nachdem sie zuvor ihrer Enteignung durch Arisierung hatten zustimmen müssen.
Best selbst als Leiter der Abteilung Recht und Verwaltung verhandelte in der Folgezeit mit dem Staatssekretär des Reichsinnenministeriums Wilhelm Stuckart in mehreren Planungskonferenzen die Einzelheiten des weiteren Vorgehens. Die Errichtung der Reichszentrale für jüdische Auswanderung, das Gesetz über Mietverhältnisse mit Juden (→ Judenhaus) und die Reichsvereinigung der Juden in Deutschland waren deren direkte Ergebnisse.

#### Aufstellung von Einsatzgruppen

##### Österreich und die Tschechoslowakei
Bereits beim Anschluss Österreichs hatte Best in Absprache mit Wilhelm Canaris gemischte Einheiten (aus Gestapo, Kripo und SD) aufgestellt, die hinter der einrückenden Wehrmacht Verhaftungen von (vorher in Karteien erfassten) Gegnern vornahmen und innerhalb kürzester Zeit die Sicherheitspolizei auch in Österreich aufbauten.
Ähnlich gingen die Sicherheitseinheiten nach dem Münchner Abkommen auch beim Einmarsch ins Sudetenland vor, wobei die Sicherheitspolizei prinzipiell noch die Vorrangstellung der Wehrmacht akzeptieren musste. Zwei Einsatzgruppen mit sieben Unterkommandos folgten der Wehrmacht und wurden dabei von Best aus Berlin koordiniert, während Heydrich vor Ort die Befehle gab.
In der 1939 folgenden Einvernahme tschechischer Bürger in die Reichsbürgerschaft (→ Reichsgau Sudetenland) sah Best eine Gefährdung des völkischen Grundgedankens des Nationalsozialismus. Er protestierte jedoch bei Heydrich vergebens.
In eigens für das Verhalten seiner Beamten in vormals tschechischem Gebiet verfassten Richtlinien verbot er jeden „nichtdienstliche[n] Verkehr mit der fremdvölkischen Bevölkerung“, worin er selbst eine Form völkischen Respektes sah.

##### Vorgehen in Polen
Das in Österreich und im Sudetenland eingeübte Konzept der Einsatzgruppen wurde beim Überfall auf Polen weiter ausgebaut und perfektioniert. Parallel zu seinen diesbezüglichen Planungs- und Koordinierungsfunktionen wickelte Best auch die Überführung der Sicherheitspolizei in das neue Reichssicherheitshauptamt ab.

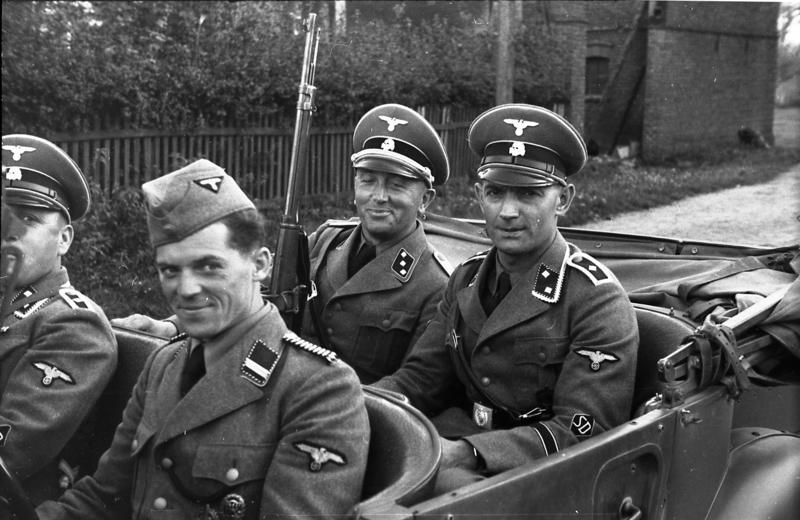
Angehörige einer Einsatzgruppe in Polen (September 1939)

Allerdings war gegenüber Polen von vorneherein ein schärferes Vorgehen vorgesehen. Am 5. Juli 1939 hatte Best in einer Konferenz vier Einsatzgruppen zu je vierhundert Mann vorgeschlagen und die Gesamtplanung und allgemeine Personalplanung übernommen, die er bis zum Kriegsbeginn weit vorantrieb. Zu Beginn des Krieges waren es schließlich fünf Einsatzgruppen, befehligt von Bruno Streckenbach, Ernst Damzog, Lothar Beutel, Emanuel Schäfer und Hans Fischer, die sämtlich von Best gründlich instruiert worden waren.
Am 29. August 1939 zerstreuten Heydrich und er auf einer Konferenz mit Generalquartiermeister Eduard Wagner dessen Besorgnisse gegenüber dem geplanten Vorgehen der SS-Verbände. Es wurde vereinbart, vorerst bis zu 30.000 vorab bestimmte Polen in Konzentrationslager zu verbringen, womit die Wehrmacht wohl glaubte, die SS eingebunden zu haben. Best wurde zu Heydrichs Stellvertreter auch als Chef der Sicherheitspolizei und des SD ernannt und übernahm die Organisationsleitung des Einsatzes in Berlin. Heydrich und Himmler begaben sich nach Polen, um die operative Aufsicht zu führen.
Nach dem Bromberger Blutsonntag verschärfte Himmler das Vorgehen der Einsatzgruppen deutlich. Mit dem Militär vereinbarte Beschränkungen waren nun hinfällig. Umfangreiche Geiselerschießungen und der Beginn einer umfassenden Deportierung polnischer Führungsschichten wurden nun die Kennzeichen der Einsatzgruppen. Hitler bestätigte trotz der Proteste der Wehrmacht deren Vorgehen und Unabhängigkeit von Weisungen des Militärs. Best war an der Organisation dieses Vorgehens immer beteiligt. Am 12. September 1939 hatte er eine neue Einsatzgruppe VI und das Einsatzkommando 16 aufgestellt, die von Anfang an vollständig als mobile Erschießungseinheiten konzipiert waren.
Während die Wehrmacht in Person Eduard Wagners anfänglich gegen diese Verschärfung protestierte, akzeptierte sie im Verlauf des Überfalls auf Polen, dass die SS-Einsatzgruppen tatsächlich unabhängig von ihr operierten und weitergehende Ziele der „völkischen Flurbereinigung“ verfolgten, womit die SS die Kraftprobe mit der Wehrmacht gewonnen hatte.
Bis Anfang 1940 wurden auf diese Weise mehr als 11.000 Menschen ermordet. Best selbst deckte dabei die Brutalität seiner Männer, sofern sie politisch begründet war. So untersuchte er in einem Fall, ob der betreffende SS-Führer, der mehrere Morde zu verantworten hatte, aus politischer Überzeugung oder privater Disziplinlosigkeit gehandelt und damit das Gebot „sachlicher Kälte“ missachtet hatte, und enthob ihn erst seines Postens, als Letzteres feststand.
Auch an der Entscheidung, hunderttausende von Juden in das neugegründete Generalgouvernement zu deportieren, war Best verwaltungsplanerisch beteiligt. Dies hatte für die Beteiligten offensichtlich die Folge, dass durch die massenhafte Umsiedlung von Juden in Ghettos im Osten, wo es für sie keine Lebensgrundlagen gab, ein Problem geschaffen wurde, das irgendwann auf eine grausame Lösung zusteuern musste. Möglicherweise lag genau darin das Kalkül.

### Ende der Karriere im Reichssicherheitshauptamt
Best hatte bis 1939 innerhalb der NSDAP und ihres Sicherheitsdienstes eine steile Karriere gemacht, die ihn zum Stellvertreter Reinhard Heydrichs und damit drittmächtigsten Mann im Sicherheitsapparat hatte aufsteigen lassen. Himmler und Heydrich hatten ihn dabei stets gefördert und sein juristisches Wissen, das Organisationstalent und seinen Fleiß überaus geschätzt. Mit Heydrich verwickelte Best sich allerdings zunehmend in Konflikte, die ihr gutes Verhältnis immer mehr störten. Zum endgültigen Bruch kam es in der Frage um die innere Struktur des Reichssicherheitshauptamts. Nicht nur, dass Heydrich zur konzeptionellen Vorbereitung dieser Schritte nicht den versierten Juristen und seinen Stellvertreter beauftragt hatte. In drei entscheidenden Grundpositionen ging ihre Auffassung weit auseinander und führte zum Teil zur Austragung dieses Streits in der Öffentlichkeit.
Das betraf auch die Besetzung von Führungspositionen im Amt. Strittig war für beide auch das Verhältnis von Sicherheitsdienst und Sicherheitspolizei sowie die berufliche Profilierung des Personals. Best trat für ein Aufgehen des Sicherheitsdienstes in den Strukturen der Sicherheitspolizei ein und erhob eine juristische Qualifikation zum Primat der Grundbefähigung des Personals im Amt. Der Konzeptionsentwurf von Walter Schellenberg ging von einer konsequenten Trennung von Sicherheitsdienst und Sicherheitspolizei aus. Das entsprach den Positionen von Heydrich und Himmler, die auch das Hauptgewicht auf der nationalsozialistischen Berufsmotivation des Personals und nicht der juristischen Grundbefähigung des Mitarbeiterstamms sahen. Als Best seinen Standpunkt mithilfe einer Publikation in einer Fachzeitschrift öffentlich bekräftigte und sich damit offen gegen Heydrich stellte, war der Bruch endgültig.
Eigentlicher Kern des Problems war der latent vorhandene Gegensatz zwischen den von Himmler und Heydrich bevorzugten Angehörigen des SD, deren Ausbildung oft ungenügend erschien, und den Juristen und ausgebildeten Polizisten der Gestapo. Best gehörte als hochqualifizierter Jurist zur zweiten Gruppe, die er in seiner Personalpolitik auch beinahe ausschließlich berücksichtigt hatte, wobei er die Juristen wiederum gegenüber den Polizisten bevorzugt hatte.
Best vereinsamte im Amt nach seinem Konflikt mit Heydrich – dem engsten Mitarbeiter des beinahe allmächtigen Himmler – zusehends. Er schrieb und vollendete noch sein die Polizei betreffendes Lehrbuch Die deutsche Polizei, in dem er seine Vorstellungen über die Rolle der Polizei im nationalsozialistischen Staat und ihre organisatorische Verzahnung mit der SS zusammenfasste. Zwar wurde er noch als Chef des Amtes I eingesetzt, die Gegensätze zwischen Heydrich und ihm waren aber so gravierend, dass er sich bereits zum Jahreswechsel 1939/1940 um neue Verantwortungen bemühte. Zwischen März und April 1940 beendete er die noch laufenden Themen und verließ im Mai 1940 das RSHA im Range eines SS-Brigadeführers.
Er hatte sich freiwillig zur Wehrmacht gemeldet. Übergangsweise wurde Walter Tempelhagen (1898–1945) mit der Führung der Geschäfte des neu gebildeten Amtes II beauftragt. Die Führung des Amt I wurde Generalmajor der Polizei Bruno Streckenbach übertragen, der sich noch in Krakau befand.

## Tätigkeit nach dem Ausscheiden aus dem Reichssicherheitshauptamt

### In der Militärverwaltung Frankreichs
Im Ersatzbataillon des Regiments 15 in Friedberg in Hessen (dieselbe Einheit, in der sein Vater gedient hatte und gefallen war) wurde Werner Best zwei Monate lang – er hatte so gut wie keine ernsthaften militärischen Vorkenntnisse – ausgebildet. Er wurde jedoch nicht als normaler Offizier verwendet, sondern trat, vermutlich aufgrund einer Verabredung Himmlers mit Stuckart und Canaris, in die Verwaltung des Militärbefehlshabers in Frankreich ein. Seinem Beamtenrang als Ministerialdirektor entsprechend kam für ihn, der deswegen von der Wehrmacht als sogenannter „Beamtengeneral“ (Träger einer Generalsuniform mit blauem statt rotem Kragenspiegel) mit der Rangstufe eines Generalleutnants eingestuft worden war, nur eine höhergestellte Tätigkeit in Betracht.

#### Aufsichtsverwaltung
Best wurde zum Leiter der Abteilung Verwaltung im Verwaltungsstab des Militärbefehlshabers Frankreich ernannt. Daneben gab es noch die Elmar Michel unterstehende Wirtschaftsabteilung. Bests und Michels Dienstbezeichnung war Kriegsverwaltungschef. Best war damit der beinahe unsichtbare „Über-Innenminister Frankreichs“, denn die Herrschaft über Frankreich beruhte auf der Bereitschaft der französischen Verwaltung und insbesondere auf der der französischen Polizei, mit dem Militärbefehlshaber zu kollaborieren. Je weniger offene Konflikte aufkamen und je mehr die französische Bevölkerung mit „ihrer“ Verwaltung zu tun hatte, desto reibungsloser funktionierte die Hinnahme der Besetzung.
Best konzipierte deswegen eine Art von „Aufsichtsverwaltung“, die hauptsächlich über die Genehmigung des französischen Haushalts und über die feste Zuordnung von hochrangigen Ansprechpartnern innerhalb der Militärverwaltung für die französischen Regierungsvertreter durch materielle Sachzwänge und eingeübte Absprachen sehr geschickt den gewünschten Einfluss nehmen konnte.
Die Loyalität der französischen Polizei stellte er sicher, indem er erst eine Säuberung von als unzuverlässig eingestuften Offizieren durchführen ließ, ihr dann aber weitgehende Vollmachten zurückgab. So sorgte er beispielsweise dafür, dass die immerhin 20.000 Mann starke und militärisch verwendbare Gendarmerie wieder mit Schusswaffen ausgestattet wurde.

#### Einführung von Sicherungs- und Polizeihaft
Best versuchte sogar, das in Deutschland in seinen Augen bewährte Instrument der „Schutzhaft“ auch in Frankreich einzuführen. Da das jedoch in der Militärverwaltung auf Besorgnis traf, beschränkte man sich auf die Verhängung der durch Erlass eingeführten Sicherungs- und Polizeihaft durch deutsche Behörden. Die sogenannte Sicherungshaft bezog sich auf Personen, die durch begangene oder vermutete zukünftige Taten in den Fokus der Polizei gerieten. Die „Polizeihaft“ orientierte sich an pauschal verdächtigten Personengruppen unabhängig von deren Handeln, faktisch sehr häufig Juden.
Die Haft konnte von den Feldkommandanturen bis zu sieben Tage, von den Bezirkskommandanten bis zu 14 Tage, und von der Verwaltungsspitze des Militärbefehlshabers zeitlich unbegrenzt verhängt werden. Da durch diese neuen Haftvoraussetzungen die Zahl der Inhaftierten stieg, wurden neue Internierungslager geschaffen.

#### Verschärfung der Judenverfolgung in Frankreich

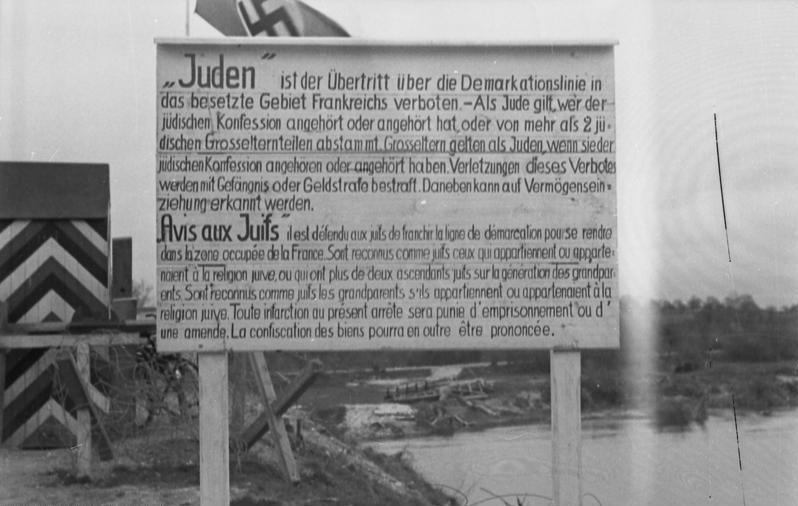
Deutscher Kontrollposten mit Stacheldrahtverhau und Hakenkreuz-Flagge an der Demarkationslinie am Fluss Cher. Das Schild verbietet Juden, wie sie in der ersten Verordnung zum Reichsbürgergesetz definiert wurden, den Übergang in das besetzte Frankreich. Foto: Propagandakompanie (1941)

Das Vichy-Regime hatte in vorauseilendem Gehorsam 1940 bereits einzelne antisemitische Maßnahmen (Aufhebung des Verbots antisemitischer Propaganda, Überprüfung von Einbürgerungen von Juden) erlassen und in einem sogenannten „Judenstatut“ das Judentum nicht mehr allein als Religion, sondern als Rasse definiert. Selbst ausländische Juden wurden ab Ende 1940 in französische Internierungslager verbracht. Best in Verbindung mit Otto Abetz vom Auswärtigen Amt schlug weitere Verschärfungen vor, die auf eine vollständige Enteignung der Juden in der deutschen Besatzungszone und ihre anschließende Entfernung hinauslaufen sollten. Er konnte sich damit innerhalb der Militärverwaltung ohne nennenswerten Widerstand durchsetzen.
Am 27. September 1940 erließ Best die sogenannte „Erste Judenverordnung“, die die Einreise von Juden verbot und die französischen Präfekten anwies, ein Judenregister, das die Personen ebenso wie ihren Besitz erfasste, zu erstellen. Jüdische Geschäfte und Betriebe mussten fortan als solche gekennzeichnet sein. In der zweiten Verordnung wurde eine Meldepflicht für alle jüdischen Unternehmen eingeführt. Binnen weniger Monate hatte sich in Frankreich unter Bests Einfluss eine Entwicklung der gesetzlichen Grundlagen der Judenverfolgung vollzogen, die zuvor in Deutschland mehrere Jahre gedauert hatte.

#### Volkstumspolitische Konzepte
Die zunehmenden Requirierungen französischer Kulturgüter und Kunstschätze unter Otto Abetz auf Anweisungen Joachim von Ribbentrops hingegen trafen in der Militärverwaltung auf Widerstand und Empörung. Als Rosenberg und Göring gleichfalls mit Beschlagnahmungen begannen, reagierte auch Best darauf mit scharfer Kritik.
Auch in anderen Fragen wandte sich Best entschieden gegen Einzelaspekte der NS-Politik in Frankreich. Die Ausweisung elsässischer Franzosen nach Frankreich durch die Gauleiter Josef Bürckel und Robert Wagner empfand er aus völkischer Sicht als widersinnig, da diese, wie er es selbst auch sah, überzeugten Franzosen, was ihre biologische Abkunft betreffe, nun einmal wertvolle Deutsche seien und gerade deswegen kulturell wieder eingedeutscht werden müssten.
Anders als die antisemitische Wagner-Bürckel-Aktion widersprach die Ausweisung von Franzosen deutscher Herkunft Bests Überzeugungen, und er wagte indirekt auch den Konflikt mit Hitler, dessen Position ganz auf der Linie der beiden Gauleiter lag. Gleichfalls sah Best in den Ausweisungen eine Belastung für seine störungsfreie Zusammenarbeit mit der französischen Verwaltung. Seine Bedenken trugen ihm ebenso wie seine Konfliktbereitschaft mit den NS-Spitzen in der Militärverwaltung und im Auswärtigen Amt Sympathien ein.
Bests bevorzugter Ansatz gegenüber Frankreich zielte nicht auf offene Demütigungen und Bereicherungen ohne langfristige Perspektive ab, sondern gemäß seinen völkischen Grundauffassungen auf die Aufspaltung der französischen Nation in regionale Volksgruppen. Mit Staunen nahm er die Verschiedenheit von Basken, Bretonen und Provençalen (→ Okzitanische Sprache) wahr und vertrat die Auffassung, dass die Besatzungspolitik langfristig eher deren partikulare Interessen zu fördern habe, anstatt die seiner Ansicht nach künstliche französische Staatsnation als Referenzpunkt der Verwaltung zu betrachten. Die Stärkung der zentralistischen Struktur Frankreichs, auf die sich auch die Militärverwaltung stützte, sah Best deswegen mit Unbehagen. Es sei vielmehr darauf zu achten, mittels einer „völkischen Mittelstelle“ partikulare Nationen in Westeuropa zu fördern und „städtische Mischzentren“ – Best dachte insbesondere an Paris – gesondert zu behandeln, mit dem Ziel eines „Aussterben[s] der städtischen Mischbevölkerung“. Für diese Vorstellungen allerdings fand er nirgendwo Gehör, weder in der Militärverwaltung noch in Berlin. Dem Militär waren sie fremd und vom Verwaltungsalltag weit entfernt. Die SS als Institution hingegen hatte kein besonderes Interesse an Frankreich, sondern blickte auf Osteuropa.

#### Expertendiskussion in Reich – Volksordnung – Lebensraum
Seine Vorstellungen diskutierte Best stattdessen in der 1941–1943 erschienenen und von ihm mitherausgegebenen juristischen Fachzeitschrift Reich, Volksordnung, Lebensraum. Zeitschrift für völkische Verfassung und Verwaltung (RVL), die für eine versuchte Intellektualisierung des Nationalsozialismus und deswegen insbesondere für Akademiker aus den Reihen der SS eine nicht unwichtige Rolle spielte. 1942 verfasste Best für die RVL den Aufsatz Herrenschicht oder Führungsvolk, der aufgrund seiner Brisanz anonym veröffentlicht wurde. Die Brisanz lag darin, dass Best das nationalsozialistische Deutsche Reich mit dem Römischen Reich parallelisierte, das, so Best, dadurch untergegangen sei, weil es Fremdvölkische als arbeitende Unterschichten inkorporiert habe, was zur Rassenmischung geführt habe, statt sich lediglich als anführendes Volk zu begreifen.
Eine solche Gefahr sah Best auch für das Deutsche Reich. Echte Führung hingegen beschränkte sich für Best nicht auf „kurzen Herrenwahn“, sondern sei nie ohne den „Willen der Geführten“ denkbar, die darum gewonnen werden müssten.
Best schloss – für einen SS-Brigadeführer, der er mittlerweile war, mehr als ungewöhnlich – ein Scheitern des Deutschen Reiches deswegen nicht aus. Daneben führte er bezogen auf die nationalsozialistischen Europapläne aus, dass die Deutschen auch „ganze Völker dieses Großraums in ihrer gesamten lebenden Substanz vernichten bzw. sie aus dem beherrschten Großraum“ entfernen könnten, womit er ebenfalls ungewöhnliche Offenheit an den Tag legte. Zu den Herausgebern der Zeitschrift zählten mit Wilhelm Stuckart und Gerhard Klopfer auch zwei Teilnehmer der Wannsee-Konferenz. Ein weiterer Herausgeber war Bests Bekannter Reinhard Höhn.

#### Umgang mit Attentaten der Résistance
Ab Mitte 1941 gingen Gruppen der Résistance zunehmend mit Attentaten gegen die deutsche Besatzungsmacht vor, was Bests Konzept der Aufsichtsverwaltung erschütterte, denn von Hitler persönlich wurde nun aus Berlin die Forderung nach umfassenden Vergeltungsmaßnahmen erhoben. Zwar waren präventiv rund 4000 Zivilisten – bezeichnenderweise alles Juden – verhaftet worden, und der Militärbefehlshaber Otto von Stülpnagel hatte drei inhaftierte Kommunisten erschießen lassen. Hitler forderte jedoch, für jeden erschossenen Deutschen einhundert Geiseln zu erschießen, was die Militärverwaltung einschließlich Best für kontraproduktiv hielt.
Als nach zähen Verhandlungen zwischen der Militärverwaltung und Berlin im Oktober 1941 tatsächlich 98 Geiseln erschossen wurden, war die Erbitterung in der französischen Öffentlichkeit und entsprechend auch in der französischen Verwaltung groß. Es folgten weitere Attentate und – von Hitler gefordert – weitere Erschießungen. Die Entwicklung führte letztlich nach monatelangen Eskalationen zum Protest und Rücktritt des Militärbefehlshabers Stülpnagel am 12. Februar 1942.
Bests Position in diesem sich steigernden Konflikt war identisch mit der der Militärverwaltung. Er sah in den Erschießungen kein geeignetes Mittel zur Eindämmung des Widerstands, im Gegenteil: Er ging von einer Stärkung des Widerstandes aus. Zunehmend versuchten die Militärverwaltung und Best deswegen, die Erschießungen durch Deportation von Geiseln in Lager in Deutschland oder weiter im Osten Europas zu ersetzen. Dafür kamen insbesondere Juden in Frage, unabhängig davon, ob sie Kontakt zum Widerstand hatten oder nicht, zumal ihre Erfassung und Verhaftung dank Bests Vorarbeit leicht war. Best versuchte noch, der Vichy-Regierung die Federführung bei der Verhaftung französischer Juden zuzuweisen, wurde jedoch von ihr hingehalten, weswegen deutsche Stellen die Verhaftungen abseits von den Prinzipien der Aufsichtsverwaltung anordneten.
Inzwischen hatte Helmut Knochen, der BdS in Frankreich, Best bereits weitere Verschärfungen gegenüber den Juden vorgeschlagen, und Best ließ knapp 4.000 Juden mit nichtfranzösischer Staatsbürgerschaft internieren. Durchgeführt wurden die Verhaftungen von der französischen Polizei unter der Aufsicht deutscher Offiziere. Weitere Aktionen folgten, bei denen nun auch französische Juden interniert wurden.
Otto Abetz erbat bei Himmler die Genehmigung, 10.000 internierte Juden in den Osten deportieren zu dürfen, was Himmler sofort bewilligte. Best organisierte mit seiner Abteilung die Einzelheiten, und am 24. März 1942 fuhr der erste Eisenbahntransport nach Auschwitz. Der Konflikt mit Hitler endete mit der Niederlage der Militärverwaltung. Tatsächlich fanden nun sowohl Erschießungen von Geiseln als auch Deportationen statt, die diese Erschießungen ursprünglich hatten ersetzen sollen.

#### Ende der Karriere in Frankreich
Bests Position war mit der Niederlage seiner Behörde deutlich schlechter geworden. Das Gewicht der Militärverwaltung und damit auch das von Best war geschwächt, nachdem der Militärbefehlshaber zurückgetreten war, als er zunehmend unter Druck der SS geraten war, die ihren Einfluss nun auch in Frankreich ausbauen wollte. Best war zwar selbst hochrangiger SS-Offizier, aber immer noch in Ungnade bei Heydrich. Als nun mit Karl Oberg ein Höherer SS- und Polizeiführer für Frankreich eingesetzt wurde, auf den die bisher von Bests Verwaltungsstab ausgeübte Polizeiaufsicht überging, sah Best sich auf eine nachrangige Position zurückgestuft und gab folgerichtig seinen Posten auf. Bests Tätigkeit im Verwaltungsstab des Militärbefehlshabers endete nach zwei Jahren offiziell am 10. Juni 1942, wobei er noch für sechs weitere Wochen dem Militärbefehlshaber für Sonderaufgaben zur Verfügung stand. Versuche, in das Reichsinnenministerium oder in das Auswärtige Amt zu wechseln, verliefen anfangs erfolglos, da Heydrich gegen eine Versetzung Bests sein Veto einlegte.
Ein von Best ausgegangener persönlicher Kontaktversuch zu Heydrich war vollständig gescheitert. Heydrich hatte Best zwar bei seinem Paris-Besuch anlässlich Obergs Ernennung in einer Dienstkonferenz nun auch offiziell in die laufende „Endlösung der Judenfrage“ eingeweiht, an einer Versöhnung jedoch nicht das mindeste Interesse gezeigt und ihn schroff abgewiesen.
Erst Heydrichs Tod am 4. Juni 1942 brach die Isolation von Best innerhalb der SS wieder auf. Himmler, der auf Best nie so zornig gewesen war wie Heydrich, rief ihn zu sich und bot ihm, nachdem er kurz sogar als Heydrichs Nachfolger im RSHA im Gespräch gewesen war, einen Wechsel in das Auswärtige Amt an. Best nahm an, erhielt „endlich“ seine Beförderung zum SS-Gruppenführer und wurde als dem Auswärtigen Amt unterstehender Gesandter der Bevollmächtigte des Deutschen Reichs im besetzten Dänemark und damit Nachfolger von Cécil von Renthe-Fink.

### Reichsbevollmächtigter in Dänemark

#### Sonderrolle Dänemarks

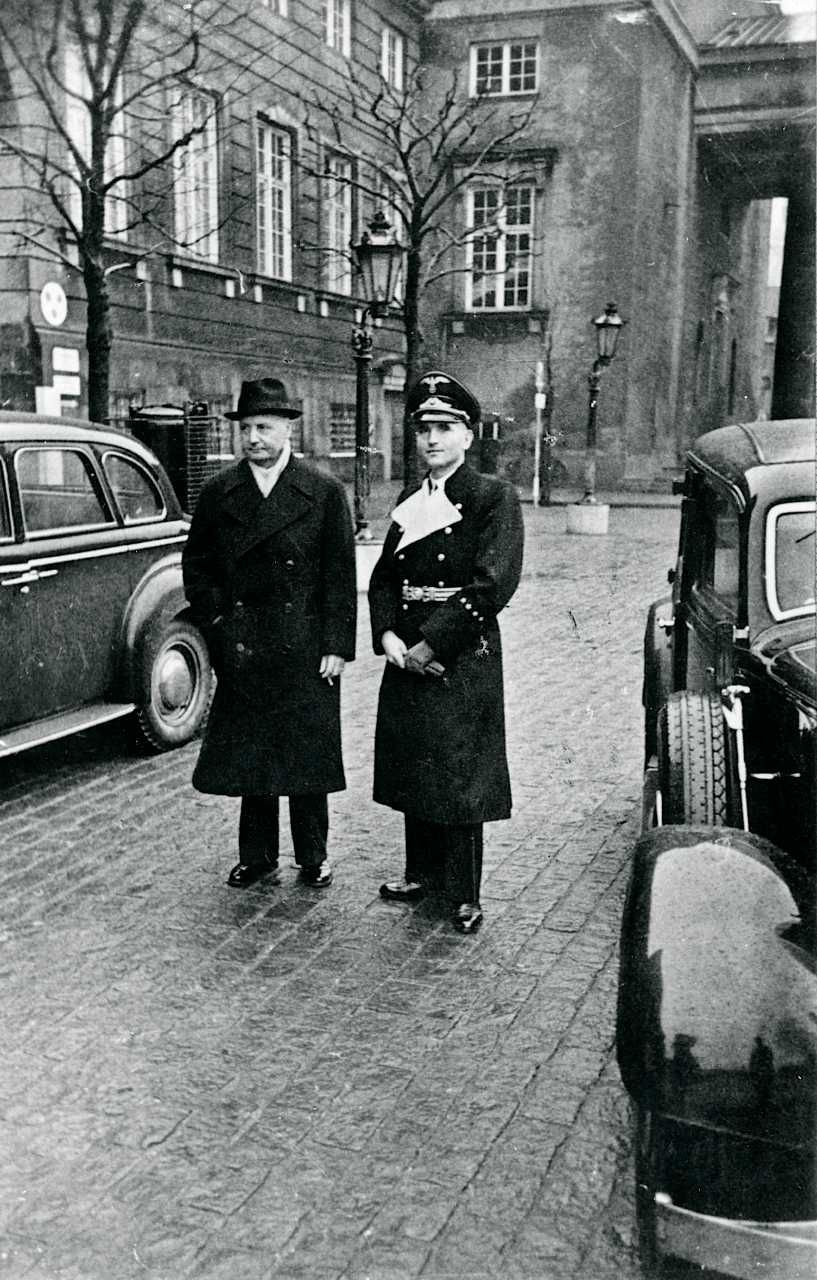
Best (rechts) als Reichsbevollmächtigter für Dänemark mit dem dänischen Ministerpräsidenten Erik Scavenius (1942–1943)

Dänemark war im nationalsozialistisch besetzten Europa ein Sonderfall: Militärisch war das Land seit dem 9. April 1940 besetzt und verfügte nur über eine Scheinsouveränität, die nur solange aufrechterhalten blieb, wie Regierung und König dieses Spiel nicht infrage stellten. Bereits im ersten Jahr der Okkupation nahm die Besatzungsmacht erheblichen Einfluss auf das parlamentarische Regierungssystem einer konstitutionellen Monarchie und bemühte sich, es mehrfach zu untergraben. Die deutschen Interessen wurden – anders als in Norwegen und den Niederlanden – nicht durch einen Reichskommissar, sondern einen „Reichsbevollmächtigten“, den bisherigen Gesandten Cécil von Renthe-Fink, gegenüber der dänischen Regierung vertreten. In seinem Stab befanden sich ein Wirtschaftsexperte und der SS-Oberführer Paul Kanstein, der alle Sicherheits-, Polizei-, Nachrichtendienst- und Repressionsfragen in Verantwortung hatte. Die nach der Besetzung durch die Dänen gebildete Allparteienregierung wurde bis zum Mai 1942 sogar von einem Sozialdemokraten (Thorvald Stauning) geführt. König, Parlament und Verwaltung arbeiteten nur in den innenpolitischen Fragen weitgehend autonom und nicht einmal das (schwache) dänische Militär war entwaffnet worden. Die Presse und der Rundfunk standen unter Zensur und Beeinflussung durch das Besatzerregime. Zum Selbstschutz hatte die dänische Regierung zusätzlich eine Selbstzensur eingerichtet. Vor Ort waren zudem internationale Korrespondenten der Weltpresse.
Die Außenwirkung des Modells Dänemark auf die NS-Propaganda, wie auch auf alliierte Befürchtungen, der dänischen Praxis könnten sich auch andere Länder anschließen, war beträchtlich. Durch seine Agrarexporte spielte das Land eine wichtige Rolle bei der Versorgung Deutschlands, und militärisch war die Küste Jütlands von eminenter Bedeutung für die Verteidigung Norddeutschlands. Am 29. April 1940 entsandte das Auswärtige Amt zunächst 200 Gestapobeamte, Sicherheitspolizisten und Offiziere des Sicherheitsdienstes nach Dänemark. Bis 1943 vergrößerte sich dieser Stab auf über dreihundert Personen, die speziell geschult und für diese Positionen ausgewählt wurden. Somit steuerte das Auswärtige Amt die dänische Politik mit Erpressung, Intrigen und manchmal auch auf dem Verhandlungswege unter Druck – Dänemarks Souveränität wurde nur formal anerkannt. Auch bei Heinrich Himmler genoss Dänemark als nordgermanisches Land Sympathie, aber zusätzlich bemühte er sich von Beginn der Besatzungszeit an, den Kurs des Auswärtigen Amtes mit eigenen Aktivitäten zu untergraben. Zu diesem Zweck hatte er gleich zu Beginn Paul Kanstein und dessen Stellvertreter Friedrich Stalmann im Stab des Besatzerregimes platziert. Beide waren wie Best selbst Führungskräfte des Sicherheitsdienstes der NSDAP.

#### Kooperative Besatzungsherrschaft
Best stellte sich schnell auf diese Gegebenheiten in Dänemark ein. Er ging noch weit hinter das in Frankreich erprobte Konzept der „Aufsichtsverwaltung“ zurück und setzte ausschließlich auf indirekte Vorgaben, deren Umsetzung er mit der frei gewählten dänischen Regierung aushandelte, ohne Kompromisse auszuschließen. Konflikte traten dabei hauptsächlich mit dem Militärbefehlshaber Hermann von Hanneken auf, der mit Best konkurrierte, da ihm seine rein militärische Funktion ohne politische Macht nicht ausreichte. Problematisch für Best war, dass Hanneken von Hitler auf ein eher scharfes Vorgehen gegenüber Dänemark eingestellt worden war. Bests Instruktionen kamen hingegen von Himmler, der im Unterschied zum sprunghaften Hitler die Dänen nur locker geführt wissen wollte.
Regiert wurde Dänemark zu Bests Dienstantritt von einer Allparteienkoalition unter Führung des Sozialdemokraten Vilhelm Buhl. Dies war für die NS-Führung unter Hitler nicht akzeptabel. Best wurde dringend ersucht, Buhl zu ersetzen und vorzugsweise die DNSAP, die Dänische Nationalsozialistische Arbeiterpartei, mit der Regierungsbildung zu betrauen. Davon hielt Best, der die Isolation der DNSAP in der dänischen Bevölkerung schnell durchschaute, gar nichts. Er schaffte es, nachdem er selbst die DNSAP zum Verzicht genötigt hatte, Erik Scavenius zum Ministerpräsidenten an der Spitze der bewährten Allparteienkoalition wählen zu lassen. In Berlin stellte Best diese Wahl als das von Deutschland Gewollte dar.
Die weitere Zusammenarbeit mit der dänischen Regierung und der ihr gegenüber loyalen dänischen Verwaltung und Polizei verlief anfangs reibungslos. Best ließ sogar zum Erstaunen des Auswärtigen Amtes am 23. März 1943 turnusgemäß demokratische Parlamentswahlen abhalten, welche die kooperativ, aber auch eigenständig agierende Regierung bestätigten – ein im besetzten Europa beispielloser Vorgang und ein großer Erfolg Bests.
Dass die Wahlen tatsächlich frei und demokratisch abliefen, wurde durch das Abschneiden der DNSAP bestätigt, die gerade zwei Prozent der Wähler für sich gewinnen konnte. Nach Berlin meldete er mit Stolz, dass in Dänemark alles zum Besten stünde. Damit beeindruckte er sogar Hitler, und Goebbels erwähnte ihn lobend in seinem Tagebuch. Über Bests Kontakte zu dänischen Personen beispielsweise aus Politik und Widerstandsbewegung geben seine eigenen Kalendernotizen im Zeitraum 1943–1944 Auskunft.

#### Ausnahmezustand in Dänemark
Die scheinbare Harmonie endete, als im Laufe des Jahres 1943 unter dem Eindruck zunehmender deutscher Niederlagen im Osten und in Italien der dänische Widerstand (mit Unterstützung britischer Waffenlieferungen und Agenten) zunehmend aktiver wurde und Sabotageakte an Hafenanlagen und Verkehrswegen durchführte. Wilde Streiks machten deutlich, dass die Politik der dänischen Regierung, die deutsche Herrschaft aus Einsicht in die Machtverhältnisse hinzunehmen, in der Bevölkerung an Unterstützung verlor. Eine allmähliche Verschlechterung der Lage trat ein, die Best wohlweislich gegenüber Berlin verschwieg.
Stattdessen versuchte er, auf den sich steigernden Widerstand, der bisher keine Menschenleben gefordert hatte, nicht mit übertriebener Gewalt zu antworten. Die dänische Polizei und die dortigen Gerichte sollten selbständig gegen den Widerstand vorgehen. Dies wurde für die dänischen Behörden aufgrund des sich vollziehenden Stimmungsumschwunges jedoch politisch zunehmend schwieriger. Drängender noch war Bests neu hinzutretendes Problem, dass sich auch Hitler, der inzwischen begriffen hatte, dass Best seine Berichte an Berlin geschönt hatte, einschaltete und ein scharfes Vorgehen einforderte.
Am 29. August 1943 wurde in Dänemark auf Hitlers persönlichen Befehl und gegen den Widerspruch Bests der Ausnahmezustand verhängt. Die Wehrmacht unter Hanneken entwaffnete und internierte das dänische Militär, wobei es bewaffneten dänischen Widerstand und Tote gab, und übernahm den Befehl über das Land. Bald darauf sah sich Hanneken vor das Problem gestellt, dass er nicht wusste, wie er Dänemark ohne dänische Mitwirkung regieren sollte.
Eine eigenständige deutsche Verwaltung gab es nicht, und die Wehrmacht war nicht vorbereitet, an ihre Stelle zu treten. Die dänische Verwaltung leistete zähen und hinhaltenden Widerstand und machte deutlich, dass sie Befehle nur von einer in irgendeiner Form legitimierten dänischen Stelle entgegenzunehmen gedachte. Die Regierung jedoch war ja gerade durch den Ausnahmezustand entmachtet worden, ohne formal zurückzutreten. Zu allem Überfluss versenkten sich bei der Entwaffnung des dänischen Militärs Teile der dänischen Flotte selbst (→ Selbstversenkung der dänischen Flotte), was den Küstenschutz gegenüber der britischen Marine empfindlich schwächte und Hannekens Ansehen im Oberkommando der Wehrmacht nicht förderlich war.
Best rückte so erneut ins Zentrum des Geschehens und versuchte, eine neue Form dänischer Mitverwaltung zu finden. Eine Rückkehr zur kooperativen Verwaltung vor dem Ausnahmezustand war nicht mehr möglich, weswegen er sein Vorgehen der geänderten Realität anpasste. Dabei griff er nun selbst zu polizeilichen Mitteln, als er noch am 29. August 400 prominente Dänen verhaften ließ, um sie nach Deutschland zu bringen. Gegenüber Hanneken setzte er sich durch, indem er mit Himmlers Hilfe einen Befehl Hitlers erwirkte, der Bests politische Führungsrolle klarstellte.
Um seine eigene Position zwischen Dänen und Wehrmacht zu stärken, forderte er in Berlin Einheiten der Sicherheitspolizei an und schlug vor, ihn selbst gleichzeitig zum HSSPF mit eigenen Polizeitruppen und eigenem SS-Gericht zu machen. Himmler signalisierte Zustimmung; das Auswärtige Amt, das fürchtete, seine Rolle nun ganz an die SS zu verlieren, widersprach hingegen. So wurde nicht Best HSSPF, sondern Günther Pancke, dessen Untergebene in der Funktion der BdS seine Aufgaben wahrnahmen. Best wurde zwar zeitgleich mit Pancke noch „der Form halber“ zum SS-Obergruppenführer befördert, seine Macht geriet nun langfristig auch von dieser Seite aus unter Druck.

#### Gefährdung und Rettung der dänischen Juden
Der Ausnahmezustand eröffnete der deutschen Besatzungsmacht Möglichkeiten, die vorher verschlossen waren. Best nutzte sie und forderte in einem Telegramm an das Auswärtige Amt am 8. September 1943 die Verhaftung und die Deportation der dänischen Juden.
Zu diesem Zweck wurden Polizeieinheiten aus dem besetzten Norwegen nach Kopenhagen verlegt. Da ein Verzeichnis der dänischen Juden anders als in Frankreich, wo Best durch seinen direkten Durchgriff auf die französische Polizei für ein solches hatte sorgen können, noch fehlte, wurden Personenstandsunterlagen der jüdischen Gemeinde beschlagnahmt. In der dänischen Öffentlichkeit wurde das ebenso wie die neueingetroffenen Polizeieinheiten bemerkt und Gerüchte über eine kommende Verhaftungswelle machten die Runde.
Der Termin für die Verhaftungen wurde auf den 2. Oktober 1943 festgelegt und von Georg Ferdinand Duckwitz mit Duldung Bests an die Dänen verraten. Im schwedischen Rundfunk – der schwedische Botschafter in Dänemark war von der entmachteten dänischen Regierung informiert worden – wurde bekanntgegeben, dass jeder dänische Jude in Schweden Zuflucht finden könne.
Daraufhin organisierte der dänische Widerstand in versteckter Zusammenarbeit mit der dänischen Verwaltung eine Rettungsaktion, in der die Mehrzahl der dänischen Juden übers Meer evakuiert wurde. Die deutsche Marine hatte, ob zufällig oder nicht, für ein paar Tage den Küstennahschutz unterbrochen, um ihre Boote zu warten, und die Polizeieinheiten hatten, vermutlich nicht von Best, sondern vom Befehlshaber der Sicherheitspolizei und des SD Rudolf Mildner, den Befehl erhalten, bei den Razzien nicht mit Gewalt in die Wohnungen einzudringen, so dass die Evakuierung problemlos vonstattenging und nur 481 der insgesamt etwa 7500 dänischen Juden verhaftet und deportiert werden konnten.
Bests Rolle bei der Rettungsaktion erscheint insgesamt diffus: Jahre später stellte er sein Telegramm so dar, als ob er eine Deportation gerade durch ihre Fehlplanung hätte verhindern wollen, wozu er sie zunächst hätte anfordern müssen. Diese Darstellung rettete ihm vor dänischen Gerichten das Leben. Für wahrscheinlicher wird mittlerweile gehalten, dass er anfangs sehr wohl eine umfassende Deportation geplant hatte und erst die Umstände ihn davon haben Abstand nehmen lassen. Entscheidend dürfte das nicht erwartete Erschrecken in der dänischen Bevölkerung und der Widerstand der dänischen Regierungs- und Verwaltungsstellen gewesen sein. Auch die internationale Aufmerksamkeit durch die in Dänemark akkreditierten Korrespondenten der Weltpresse könnte ihn umgestimmt haben, zumal ein Erfolg nach dem Durchsickern der Pläne und bei erkennbarer Renitenz der Dänen sowieso unmöglich geworden war.
In der Angelegenheit der dennoch deportierten Juden erwies sich der Druck der dänischen Verwaltung, welche die Unversehrtheit ihrer Staatsbürger einforderte, in der Folgezeit als kompromisslos, und da die Aktion in der Weltpresse Wellen schlug, auch als erfolgreich: Ihre Deportation endete in Theresienstadt und nicht in Auschwitz. Sie wurden gut verpflegt und von Vertretern des Internationalen Komitees vom Roten Kreuz dort besucht. Um Platz für sie zu schaffen, wurden bisherige Inhaftierte des Lagers Theresienstadt nach Auschwitz verlegt, wo sie an Stelle der dänischen Juden ermordet wurden. Insgesamt starben von den 481 verhafteten dänischen Juden 52 in deutschen Konzentrationslagern, eine im besetzten Europa beispiellos niedrige Zahl.
Best selbst meldete nach Deutschland, dass Dänemark wie gewünscht „judenfrei“ sei – eine Darstellung, mit der man sich begnügte.

#### Zusammenarbeit in der Eskalation

##### Bruch mit der dänischen Regierung
Die dänische Regierung, die bis dahin im Wartestand verharrt hatte, verweigerte nach dem Schock der Verhaftungsaktion endgültig eine Zusammenarbeit. Sie betrachtete sich formal durch den Ausnahmezustand als aufgelöst und schloss eine erneute legale Regierungsbildung kategorisch aus.
Der dänische Widerstand formierte sich im sogenannten „Freiheitsrat“, der als landesweites Netzwerk eine Art Untergrundregierung bildete und die Unterstützung breiter Kreise der Bevölkerung und der Verwaltung hatte.

##### Prekäre Führung Dänemarks durch Best
Best stützte sich im Gegensatz dazu auf ein Gremium der dänischen Verwaltungschefs, die jedoch klarstellten, dass sie nur auf Druck und ohne eigene Verantwortung zur Kooperation bereit waren. Die Unterstützung der dänischen Verwaltung erschien vor diesem Hintergrund zunehmend prekär und musste von Best in einer Mischung aus Drohung und Werbung immer neu errungen werden. Faktisch folgte die dänische Verwaltung den Anordnungen Bests, wo es sich nicht vermeiden ließ, war zu einer echten Zusammenarbeit aber nur noch begrenzt bereit. An ihrem Interesse, Dänemark vom Krieg zu verschonen und deutsche Zwangsmaßnahmen zu vermeiden, änderte sich aber nichts, sodass Best Dänemark begrenzt weiter steuern konnte.
Der Freiheitsrat hingegen intensivierte seine Aktivitäten und ging nun auch zu Attentaten auf Kollaborateure und deutsches Militärpersonal über; als Signal an Best wurde im Verlauf der Kampagne auch dessen Chauffeur erschossen. Diese Eskalation konterte Best mit seinem durch die SS- und Polizeieinheiten mittlerweile deutlich erweiterten polizeilichen Handlungspotential in Zusammenarbeit mit dänischen Gerichten, dem SS-Gericht und der Wehrmachtsgerichtsbarkeit. Dabei versuchte er, neben präziser Prävention durch Verhaftung von Gegnern bei gleichzeitiger, aber nicht durchgängiger Schonung ihres Lebens die Situation noch ruhig zu halten.

##### Konflikt mit Hitler und Himmler
Hitlers Forderung, nun auch in Dänemark zu massiven Geiselerschießungen überzugehen, verweigerte sich Best entschieden auch bei persönlichen Terminen im Führerhauptquartier, wo er Hitler offen widersprach. Auch die Forderung, statt Geiselerschießungen Gegenterror durch verdeckte Morde zu vollziehen, lehnte Best ab – womit er sich auch gegen Himmler stellte, der dies befürwortet hatte.
Nur nach weiterem Druck akzeptierte Best dieses Vorgehen, das wie von ihm erwartet zu mehr Attentaten durch den dänischen Widerstand führte. Daraufhin beendete Best eigenmächtig die verdeckten Erschießungen und ging – nachdem er sich, was von Berlin aus ausdrücklich untersagt worden war, durch Erlass einer neuen Gerichtsordnung selbst das Anordnungs- und Begnadigungsrecht zugesprochen hatte – wieder zur gerichtlichen Aburteilung von Widerstandskämpfern über, die meist vor das SS-Gericht gestellt und in schweren Fällen zum Tod verurteilt wurden. Damit gelang es ihm nicht, den Aufstand niederzuschlagen. Er hoffte aber, ihn zu verlangsamen und in nicht willkürlichen Bahnen verlaufen zu lassen, da sich der Terror der SS so in der Regel gegen tatsächliche Täter richtete und nicht unterschiedslos gegen die Bevölkerung.

##### Generalstreik in Kopenhagen
Auch dieses Konzept war jedoch auf Dauer nur begrenzt erfolgreich. Der dänische Widerstand nahm an Kraft zu und ging nun auch tagsüber zu militärischen Angriffen auf Industrieanlagen über. Als in Kopenhagen daraufhin durch Angehörige des dänischen Schalburg-Korps – eine von Best aus dänischen Freiwilligen zusammengestellte Einheit (→ Dänische SS-Einheiten und Christian Frederik von Schalburg) – Teile des Tivoli gesprengt und zudem mehrere inhaftierte Widerstandskämpfer hingerichtet wurden, gingen die Arbeiter und Angestellten in Kopenhagen Ende Juni 1944 zu einem umfassenden Generalstreik über.
Am 30. Juni wurde der Belagerungszustand über die Stadt verhängt, Schießbefehl erteilt und Flugzeuge der Luftwaffe mit Brandbomben ausgerüstet, um die aufständischen Teile Kopenhagens zu bombardieren. Best schreckte aber vor dieser letzten Eskalationsstufe zurück und nutzte die Gelegenheit, die dänische Verwaltungsspitze mit Verweis auf die Alternative davon zu überzeugen, die Bevölkerung zur Beendigung des Streiks aufzurufen. Als der Streik am 3. Juli 1944 tatsächlich endete, hatte Best einen letzten Teilsieg errungen.

##### Zeitweilige Teilentmachtung
Best wurde wegen der Verhältnisse in Dänemark zu Hitler zitiert, der ihm in einer aufgebrachten Unterredung vorwarf, er sei an der Eskalation schuld, weil er gerichtliche Aburteilungen den verdeckten Vergeltungsmorden vorgezogen habe. Hitler verbot ihm ausdrücklich, weiterhin auf Gerichtsurteile statt auf verdeckte Erschießungen zu setzen.
Nun war Best zeitweilig in der Polizeipolitik entmachtet. Am 19. September 1944 wurde die gesamte dänische Polizei von den in Dänemark stationierten SS- und Polizeieinheiten entwaffnet. 2235 Polizisten wurden ins KZ Buchenwald deportiert, ohne dass Best vorher in die Aktion eingeweiht gewesen wäre. Hitler und Himmler hatten über seinen Kopf hinweg dem HSSPF Pancke entsprechende Weisungen erteilt. Best flog umgehend zu Hitler, um seinen Rücktritt einzureichen, wurde jedoch nicht vorgelassen und kehrte nach Dänemark zurück. Nur auf Bitten des Auswärtigen Amtes und der dänischen Verwaltung blieb er im Amt.
Seine Führungsrolle gewann er jedoch noch einmal zurück. Nach Anschlägen gegen dänische Werftanlagen erließen Himmler und Hitler den Befehl, dänische Werftarbeiter und ihre Familien in Sippenhaft zu nehmen und nach Deutschland zu bringen – was Best offen verweigerte. Denn dies – so Best – sei der sicherste Weg, die Werften stillzulegen, da der dänische Widerstand nur einige weitere Anschläge unternehmen müsste, worauf die SS den Rest der Arbeit erledigen würde, indem sie die unersetzbaren Arbeiter verhaftete. Sein Protest war erfolgreich – nicht weil er Hitler und Himmler überzeugt hatte, sondern weil der fortschreitende Untergang des Deutschen Reiches nach der vollständig gescheiterten Ardennenoffensive Dänemark hatte unwichtig werden lassen. Als Best befehlswidrig erneut ein ihm allein unterstelltes Sondergericht einrichtete und sich auch sonst nicht um die ihm auferlegten Restriktionen scherte, kommentierte Hitler nur noch, Best solle doch machen, was er wolle.

#### Kriegs- und Karriereende in Dänemark
Auch in Dänemark war schließlich die nahende Kriegsniederlage spürbar. Die Flüchtlinge aus Ostpreußen und Pommern wurden auf ihrer Flucht vor der Roten Armee – soweit möglich – nach Dänemark evakuiert. Geplant war, zwei Millionen Ostdeutsche in dänischen Familien unterzubringen. Dies hielt Best angesichts der deutschfeindlichen Stimmung und der begrenzten dänischen Mittel für völlig ausgeschlossen. Statt in Häusern versuchte er, die vertriebenen Deutschen in erster Linie in Behelfslagern unterzubringen, wo sie zur Not auch geschützt werden konnten. Auch hier überholte ihn die Entwicklung. Am Ende flohen 500.000 Deutsche über Dänemark, von denen rund 250.000 mehrere Monate in Dänemark blieben und entgegen Bests anfänglichen Planungen auch in dänischen Privatquartieren Zuflucht fanden.
Einem möglichen Endkampf im Norden, der etwa von Karl Dönitz mit Unterstützung von Josef Terboven – Bests Amtskollege in Norwegen – erwogen worden war, verweigerte sich Best gemeinsam mit den Gauleitern von Hamburg, Karl Kaufmann, und Schleswig-Holstein, Hinrich Lohse.

## Nachkriegszeit

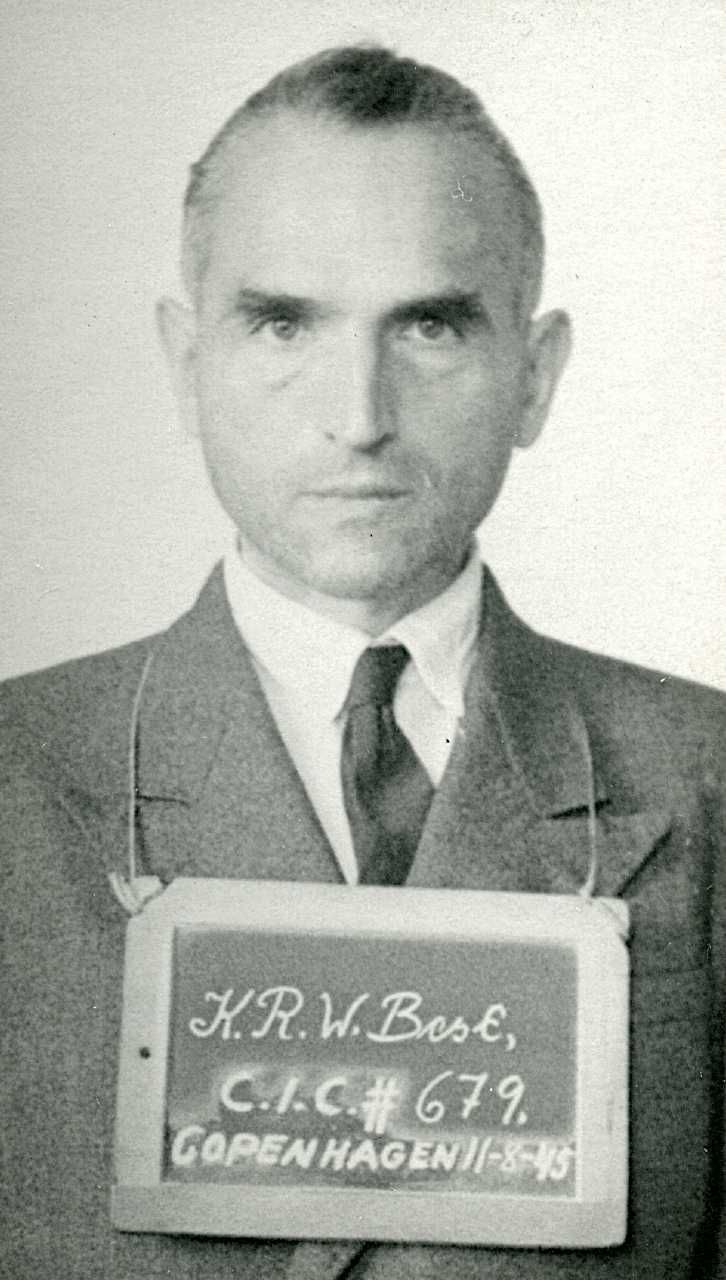
Werner Best in alliiertem Gewahrsam in Kopenhagen. (August 1945)

Nach der Kapitulation der Wehrmacht im Norden und Nordwesten am 4. Mai 1945 stellte Best sich in den Morgenstunden des folgenden Tages den dänischen Behörden, die ihn unter Bewachung stellten. Zunächst konnte er mit seiner Familie an seinem Wohnsitz verbleiben. Am 21. Mai 1945 wurde er offiziell verhaftet und in das Gefängnis der Kopenhagener Festung eingeliefert. Anschließend wurde er nach London ausgeliefert.
Im Juli 1945 fand man in Bests Wohnung in einem Versteck zahlreiche Goldbarren, die der Dänischen Nationalbank übergeben wurden.

### Zeuge der Verteidigung in Nürnberg
Best wurde im März 1946 nach Deutschland gebracht, um vor dem Internationalen Militärgerichtshof in den Nürnberger Prozessen auszusagen. Als Zeuge der Verteidigung gelang es ihm, die Ankläger und Richter über die tatsächlichen Gegebenheiten im RSHA im Unklaren zu lassen und insbesondere das Verhältnis von SS und Politischer Polizei zu verschleiern. Er stellte die Gestapo als rein polizeiliche Behörde dar, die ohne eigenes Zutun und Interesse wie jede Polizei lediglich politische Vorgaben des Staates umzusetzen gehabt habe. Seine eigene Rolle beim Aufbau des RSHA und der ideologischen Fundierung der Sicherheitspolizei verschwieg er.
Persönlich genoss Best die Nähe zu den mit ihm internierten NS-Größen; insbesondere Görings unberührte Haltung und Überzeugung beeindruckten ihn tief. Best als Beschuldigten in einem der Nürnberger Nachfolgeprozesse anzuklagen wurde jedoch verworfen. Stattdessen wurde er am 27. Februar 1947 in Nürnberg entlassen, nach Dänemark zurückgebracht und dort vor Gericht gestellt – nachdem Frankreich an einer Auslieferung keinerlei Interesse gezeigt und sogar geleugnet hatte, seinen früheren deutschen Verwaltungschef überhaupt zu kennen. Best hatte naturgemäß sehr genaue Kenntnisse über das Ausmaß der Kollaboration in Frankreich.

### Prozesse und Haft in Dänemark
Auf die dänische Haft reagierte Best mit einer tiefen Depression, in der er Ärzten und seiner Familie immer wieder mit Suizid drohte und sich zu der Behauptung verstieg, er würde schlimmer als die KZ-Häftlinge des Deutschen Reiches behandelt.
Das Kopenhagener Stadtgericht verurteilte ihn beim Großen Kriegsverbrecherprozess am 20. September 1948 erstinstanzlich zum Tode. Im Berufungsverfahren wurde die Strafe jedoch in fünf Jahre Haft umgewandelt, von denen er vier bereits abgesessen hatte. Bests Verteidigung war es gelungen, ihm einen sehr günstigen Beitrag bei der Rettung der dänischen Juden zuzuschreiben und so sein Leben zu retten – trotz der Hunderte Dänen, die unter seiner politischen Verantwortung ermordet worden waren und deren Angehörige Sühne verlangten. Vor dem obersten dänischen Gericht wurde Best schließlich nach wütenden öffentlichen Protesten gegen das zweite Urteil zu zwölf Jahren Haft verurteilt. Ab Juni 1950 bis zur Entlassung war er im Staatsgefängnis Horsens (Horsens Statsfængsel) untergebracht.
Auf bundesdeutschen Druck hin und nachdem auf die erste Aufarbeitungsphase der NS-Besatzung in Dänemark eine Schlussstrichdebatte folgte, wurde Best am 24. August 1951 vorzeitig aus der Haft entlassen und in die Bundesrepublik Deutschland abgeschoben.

### Beruflicher Neuanfang in der Bundesrepublik
Nach seiner Ausweisung in die Bundesrepublik fand Best in Essen schnell eine Stelle als Jurist (ohne Anwaltszulassung) in der Kanzlei von Ernst Achenbach, der sich als Rechtsanwalt und Politiker für die Rehabilitierung von NS-Tätern einsetzte.
Erstmaligen unfreiwilligen Kontakt mit der westdeutschen Justiz bekam Best durch Ermittlungen der Frankfurter Staatsanwaltschaft, die den Mordfall Schäfer von 1934 wieder aufrollte. Zwar hielten ihn die Staatsanwälte für schuldig, das Verfahren jedoch wurde eingestellt, da die Beweise für eine Anklage nicht ausreichten und eine gründlichere Beweiserhebung nach der langen Zeit nicht mehr möglich erschien. Gefährlicher noch waren Ermittlungen der Münchner Staatsanwaltschaft wegen Bests Beteiligung am „Röhm-Putsch“. Hier war die Beweislage deutlich besser und beschränkte sich nicht allein auf einige Best nur indirekt belastende Zeugenaussagen.
Ernst Achenbach jedoch wandte sich persönlich mit verschiedenen Schreiben an seinen FDP-Parteifreund Thomas Dehler, der zu dieser Zeit Bundesjustizminister war, und forderte von ihm, auf das Verfahren direkten Einfluss zu nehmen. Achenbach betonte in diesem Zusammenhang, dass das nationalsozialistische Deutsche Reich die Morde von 1934 amnestiert habe, das grundsätzliche Vertrauen in die Wirkung von Amnestien nicht erschüttert werden dürfe und es sich bei der Verfolgung von NS-Tätern sowieso nur um reine „Rache“ handele. Dehler reagierte mit einer Anfrage bei der bayerischen Justiz. Diese kam daraufhin zu dem Schluss, dass ohne ein ausdrückliches Geständnis Bests eine Verurteilung nicht sicher genug erscheine. Sie stellte das Verfahren nach einer flüchtigen Vernehmung Bests ein.

### Kampagne für eine Generalamnestie
Nachdem Best einer strafrechtlichen Verfolgung entgangen war, arbeitete er in der Kanzlei Achenbach sowohl juristisch wie publizistisch intensiv an der Rehabilitierung von NS-Belasteten unter besonderer Berücksichtigung von Gestapo- und RSHA-Beamten. Er übernahm die Koordination der Kampagne für eine Generalamnestie, welche die Kanzlei Achenbach durch zahlreiche Presseerklärungen, die monatlich an Redaktionen verschickt wurden, und persönliche Einflussnahme auf Entscheidungsträger auch im Deutschen Bundestag zu fördern suchte.
Im Juli 1952 wandte sich jedoch der amerikanische Hochkommissar John McCloy scharf gegen eine Generalamnestie. Der Deutsche Bundestag lehnte im September 1952 die Amnestie ab, sprach sich aber für eine wohlwollende Spruchpraxis in den mit den Amerikanern betriebenen gemeinsamen Prüfausschüssen für Kriegsverbrecher-Urteile aus, so dass diese zu umfangreichen Begnadigungen übergingen.
Best und Achenbach konnten das als Teilerfolg ihrer Arbeit bewerten.

### Naumann-Skandal und Wechsel in die Privatwirtschaft
Auch politisch zeichneten sich im westdeutschen Parteiensystem Einflussmöglichkeiten ab. Im Umfeld der nordrhein-westfälischen FDP gelang es verschiedenen nationalsozialistischen Funktionären der mittleren bis gehobenen Ebene um Werner Naumann, im Landesverband und vor allem in dessen hauptamtlicher Verwaltung Fuß zu fassen. Von dort aus versuchte diese nationalsozialistische Seilschaft mit offener und verdeckter Unterstützung Ernst Achenbachs die Politik der Bundesrepublik zu infiltrieren.
Rechtsorientierte Kreise innerhalb der Ruhr-Industrie um Edmund Stinnes unterstützten dieses Anliegen durch finanzielle Zuwendungen, die den nordrhein-westfälischen FDP-Verband zum reichsten Landesverband der Gesamtpartei machten. Werner Best wurde dabei ähnlich wie viele Jahre zuvor in der hessischen NSDAP der offizielle „Rechtsberater“ des Landesverbandes. Möglicherweise sah Best die Parteiarbeit (ohne allerdings förmlich in die FDP einzutreten) als Auftakt für eine politische Karriere in der jungen Bundesrepublik an. Er galt als Mitverfasser eines stramm national orientierten „Deutschen Programms“, das der Landesverband Nordrhein-Westfalen beim Parteitag von Bad Ems 1952 als Alternative zum Wahlprogramm der FDP vorlegen sollte. Darin wurde „zur nationalen Sammlung“ aufgerufen, „Deutschlands tiefste Erniedrigung“ beklagt und den „Urteilen der Alliierten, mit denen unser Volk und insbesondere sein Soldatentum diskriminiert werden sollten“, eine Absage erteilt.
Der nordrhein-westfälische Verfassungsschutz und vor allem der britische Geheimdienst wurden auf diese Infiltrationsversuche jedoch aufmerksam und registrierten sie mit großer Besorgnis. Nachdem auch Konrad Adenauer durch den britischen Hochkommissar Ivone Kirkpatrick über die Erkenntnisse der Dienste informiert worden war, signalisierte er volle Unterstützung und politische Rückendeckung für eine Zerschlagung der Naumann-Gruppe. Daraufhin verhaftete die britische Militärpolizei unter großem Aufsehen in der westdeutschen Öffentlichkeit, die mit einer direkten Inanspruchnahme alliierter Besatzungsrechte nicht mehr gerechnet hatte, am 15. und 16. Januar 1953 Naumann und sieben seiner Mitarbeiter, darunter auch Bests alten Bekannten Karl Kaufmann. Best hatte organisatorisch nur am Rande der Naumann-Gruppe gestanden und entging der Verhaftung.
Für Ernst Achenbach erwies sich die Zerschlagung der Naumann-Gruppe jedoch als ernsthaftes Karrierehindernis. Innerhalb der FDP gewannen die Liberalen fortan gegenüber den Nationalisten die Oberhand und konnten Achenbach zumindest zeitweise entmachten. Um dennoch in der FDP als prominenter Politiker verbleiben zu können, gab Achenbach allmählich seine nationalistischen Positionen auf und trennte sich von alten Weggefährten, darunter auch Werner Best.
Für Best ergaben sich daraus Probleme. Sein Antrag auf Wiederzulassung als Anwalt wurde mit dem Verweis auf seine Vergangenheit und auf die fehlende Entnazifizierung abgelehnt; seine Tätigkeit für Achenbachs Kanzlei endete Ende 1953. Versuche, wieder in den Staatsdienst übernommen zu werden – Best dachte an eine erneute Tätigkeit für das Auswärtige Amt im Range eines Ministerialdirektors und hatte einen Antrag auf Wiederaufnahme gestellt –, scheiterten vorerst (und endgültig 1958) aus demselben Grund.
Best trat nun auf Vorschlag von Hugo Hermann Stinnes in dessen Unternehmen ein und wechselte damit endgültig in die Privatwirtschaft. Als Justitiar und Direktoriumsmitglied der Dachgesellschaft der Stinnesschen Unternehmungen (der Hugo-Stinnes Industrie- und Handels GmbH) gelang ihm in kurzer Zeit der Aufstieg ins gehobene Bürgertum. Obwohl Wirtschaftsrecht ihn eigentlich nicht interessierte, arbeitete er sich schnell in die für ihn ungewohnte Thematik ein. Seine ökonomischen Verhältnisse besserten sich zusehends, er wurde mit den Jahren wohlhabend.

### Einfluss im Hintergrund
Best begnügte sich jedoch nicht damit, beruflich wieder Fuß gefasst zu haben. Mit Einverständnis und Förderung von Stinnes bemühte er sich weiterhin über viele Jahre hinweg, ehemaligen Kollegen und Mitarbeitern aus der Gestapo juristisch zur Seite zu stehen.
Einfallstor war dabei der Artikel 131 des Grundgesetzes, der die Wiedereinstellung ehemaliger Beamter in den Staatsdienst ermöglichte, sofern sie von ihren Posten „verdrängt“ worden waren (→ 131er). Ursprünglich für politisch und rassisch Verfolgte des NS-Staates sowie für aus den Ostgebieten und der SBZ vertriebene Beamte geschaffen, wurden auch Beamte, die nach 1945 von den Westalliierten wegen ihrer NS-Belastung entlassen worden waren, wieder in Dienst genommen.
Das umfasste auch ehemalige Beamte der Gestapo, der Ordnungspolizei und des RSHA – allerdings nur, wenn sie als „Mitläufer“ eingestuft worden waren, oder wenn sie nachweisen konnten, zur Gestapo versetzt worden zu sein. Best gab bis in die 1960er-Jahre hunderte eidesstattliche Versicherungen ab, die ehemaligen Beamten der Gestapo bescheinigten, durch Versetzung und ohne besondere nationalsozialistische Überzeugung zur Gestapo gekommen zu sein.
Er ermöglichte so deren Wiedereinstellung oder mindestens Entschädigungszahlungen für den Stellungsverlust. Auf Treffen der Hilfsgemeinschaft auf Gegenseitigkeit (HIAG) hielt Best Gastvorträge als juristischer Experte. Anwälten, die ehemalige Angehörige der Gestapo und der Polizei in Wiedereinstellungsverfahren vertraten, stand er mit Argumentationsvorschlägen zur Seite.
Als die öffentliche Meinung, die zu Anfang der 1950er-Jahre noch eher gegen eine Verfolgung von NS-Tätern eingestellt gewesen war, sich im Gefolge des Ulmer Einsatzgruppenprozesses mit zunehmender Empörung gegen ehemalige Gestapobeamte wandte, wurde Bests Aufgabe schwieriger. Mit der Billigung von Stinnes verwandte er sein Geschäftsbüro in immer stärkerem Maße dazu, als eine Art „Nebenkanzlei“ für NS-Prozesse zu fungieren. Insbesondere die Zentrale Stelle der Landesjustizverwaltungen zur Aufklärung nationalsozialistischer Verbrechen in Ludwigsburg verursachte den ehemaligen Beamten der Gestapo Kopfzerbrechen. Nicht nur gefährdete sie noch nicht vollzogene Einstellungen, sie bedrohte auch bereits eingestellte oder sonst wie anderweitig etablierte NS-Täter mit strafrechtlicher Verfolgung, die im Gegensatz zu früheren Ermittlungsverfahren nun wesentlich sachkundiger und mit größerer Entschlossenheit durchgeführt wurden. Hunderte von Ermittlungsverfahren wurden eingeleitet. Bests „Nebenkanzlei“ bei Stinnes koordinierte dabei die Abwehr, die darin bestand, juristisch tragfähige Strategien und einheitliche Sprachregelungen herzustellen und sei es über bestellte unrichtige, aber unwiderlegbare Entlastungsaussagen.

### Publizistische Selbstverteidigung
Daneben war Best die Verteidigung seiner nationalsozialistischen Vergangenheit vor sich selbst und der Gesellschaft ein Anliegen. Er verfasste eine Schrift mit dem Titel Philosophie des Dennoch, in der er „Heilslehren“ wie das Christentum, den Kommunismus, den westlichen Individualismus und den Nationalsozialismus moralisch gleichsetzend gemeinsam als überholt bezeichnete und die Vermutung äußerte, gerade ehemalige Nationalsozialisten (wie er selbst) seien – aufgrund der Erkenntnis der Sinnlosigkeit ihres vergangenen politischen Tuns – besonders geeignet, erneut die Führung zu übernehmen. Mit dieser Ansicht fand er immerhin Beifall bei Armin Mohler und Ernst Jünger, die beide die Schrift lobten.
Deutlicher wurde er in einer Verteidigungsschrift für das RSHA, die er Die Gestapo nannte. Hier verteidigte er seine alte Behörde als rein sachlich orientiertes Instrument in den Händen des Staates, das mit der Judenvernichtung als „polizeifremder Aufgabe“ im Rahmen der Amtshilfe betraut worden sei und insgesamt nur insoweit als verbrecherisch zu bezeichnen sei, als jede Polizei verbrecherisch sei, sobald ihr Staat einen Krieg verloren hat. Auch dort, wo es zu Verbrechen gekommen sei, seien diese im „Befehlsnotstand“ erfolgt und nicht den beteiligten Beamten zuzurechnen.

### Entnazifizierung
Best selbst allerdings scheiterte bei dem Versuch, den Artikel 131 des Grundgesetzes für sich zu nutzen. Seine Wiedereinstellung war mit Verweis auf die fehlende Entnazifizierung abgelehnt worden, Entschädigungszahlungen für die Haft in Dänemark wurden mit Verweis auf ein laufendes West-Berliner Spruchkammerverfahren der Entnazifizierung abgelehnt (in West-Berlin verliefen Verfahren unter alliierter Aufsicht deutlich strenger und wurden auch spät noch eröffnet), das 1958 mit der Einstufung Bests in der Kategorie der Hauptschuldigen endete und ihn zu einer Geldstrafe von 60.000 DM verurteilte.
Best gelang es durch gute Kontakte zur nordrhein-westfälischen FDP, die den Landesfinanzminister stellte, die Vollstreckung auf ein altes Berliner Konto zu beschränken, das ein Guthaben von 118,45 DM aufwies. Per Weisung hatte der nordrhein-westfälische Finanzminister Willi Weyer den Finanzämtern verboten, West-Berliner Forderungen aus Entnazifizierungsverfahren einzutreiben. An einen Wiedereintritt in den Staatsdienst war nun jedoch endgültig nicht mehr zu denken.

### RSHA-Prozesse und kalte Amnestie
1963 geriet Bests Rolle im RSHA selbst in das Blickfeld Berliner Staatsanwälte. Gegen Hunderte ehemalige RSHA-Mitarbeiter wurden Ermittlungsverfahren eingeleitet – Mitarbeiter, die Werner Best aus seiner Zeit im Amt teilweise gut kannte. Ihre Verurteilung war aufgrund der inzwischen besser gewordenen Kenntnisse der Staatsanwälte durch die Vorarbeit der Ludwigsburger Zentralstelle zu erwarten. Dies bedeutete, dass auch Best irgendwann ins Visier der Justiz geraten würde. Best betrieb seit Jahren ein Archiv von NS-Akten, die er strategisch nach Opportunität in NS-Prozessen den Verteidigern zur Verfügung stellte. Bests Dienstleistungen, die mittlerweile in einem ausgezeichnet koordinierten Netzwerk und einer umfangreichen Dokumentenhilfe bestanden, drohten bei den ebenso gut informierten Staatsanwälten an eine unüberwindbare Grenze zu stoßen, da diese die Arbeit des RSHA inzwischen bewerten konnten und sich vom Störfeuer der Anwälte nicht mehr beirren ließen.
Hier kamen Bests Bemühungen um eine Amnestie auf kaltem Wege zu Hilfe, deren genaue Umstände nebulös erscheinen: Seit Mitte der 1950er-Jahre hatte eine Kommission von Juristen, initiiert von Thomas Dehler, das Strafrecht einer Generalrevision unterzogen. Ein Ergebnis dieser Arbeit war versteckt zwischen einer Vielzahl weiterer Änderungen, die das Strafrecht insgesamt liberalisierten: der Vorschlag, das Handeln von Mordgehilfen den Verjährungsfristen der Beihilfe zuzuordnen und diese auf 15 Jahre zu verkürzen. Geführt wurde die Kommission von Eduard Dreher, einem Fachbeamten – in der NS-Zeit Staatsanwalt am Sondergericht Innsbruck –, der mit Bests altem Förderer Ernst Achenbach in engem Kontakt gestanden hatte und mit ihm Jahre zuvor – allerdings ergebnislos – bereits die Möglichkeit einer Amnestie für NS-Täter besprochen hatte.
Die Vorschläge der Kommission wurden 1970 im Bundestag beschlossen und traten 1975 in einer Strafrechtsreform in Kraft, mit einer Ausnahme: Die veränderte Verjährung bei Beihilfe und die Zuordnung der Gehilfen zu ihr wurden bereits 1968 dem Parlament vorgelegt und von ihm beschlossen. Dies geschah verborgen in einem Gesetz über Ordnungswidrigkeiten (Einführungsgesetz zum Gesetz über Ordnungswidrigkeiten, EGOWiG). Jedes Verfahren gegen NS-Beschuldigte, die selbst nach neuer Rechtslage nur der Beihilfe schuldig waren, musste damit bereits vor dem ersten Januar 1965 eröffnet worden sein, worunter die RSHA-Verfahren eben in der Regel nicht fielen.
Da es meist unmöglich war, wie nun vom Gesetz gefordert, den Tätern des RSHA persönliche Motive und Mordmerkmale nachzuweisen (um die Verjährung zu verlängern), wurde ein Großteil der Ermittlungsverfahren eingestellt und die Beschuldigten aus der Untersuchungshaft entlassen. Ein großer Teil der weiteren möglichen Verfahren gegen NS-Täter in der Bundesrepublik wurden so für immer verhindert, sodass „kein anderes Gesetz oder Amnestiegebot in der Nachkriegszeit so weitreichende Folgen für die Straffreiheit von hochrangigen NS-Tätern gehabt [hatte] wie dieses“. 1969 bestätigte auch der Bundesgerichtshof in einem Prozess die Verkürzung der Verjährung, nicht ohne sie mit Hinblick auf die NS-Täter ausdrücklich zu bedauern.
Inwieweit sich diese versteckte Amnestierung von NS-Tätern Best und seinem Netzwerk zurechnen lässt, ist ungewiss. Zwar liegt durch die Beteiligung Eduard Drehers ein gewisser Verdacht nahe, jedoch „lässt sich irgendeine Beteiligung der Gruppe um Best auf die Referentenentwürfe im Bundesjustizministerium nicht nachweisen“. Möglicherweise halfen mangelnder Überblick und eine fehlerhafte Folgenabschätzung – nicht aber eine „strafvereitelnde Intervention“ – die von Best erstrebte Amnestierung versehentlich doch noch zu verwirklichen.

### Anklage als Haupttäter
Best selber allerdings wurde nun doch am 11. März 1969 verhaftet und nach Berlin überstellt. Ihn sahen die Berliner Staatsanwälte nicht im mindesten als Gehilfen oder Nebentäter an, sondern als Haupt- bzw. Mittäter, der mit der Aufstellung von Einsatzgruppen beim Überfall auf Polen für die Ermordung von etwa 10.000 Menschen verantwortlich war. Das soeben mehrheitlich gescheiterte RSHA-Verfahren wurde nun für Best doch noch eine Bedrohung: Die umfangreichen Vorermittlungen, die seine Rolle nebenbei enthüllt hatten, wendeten sich gegen ihn. Inzwischen war der Justiz auch die aufeinander abgestimmte Verteidigung in einer Vielzahl von NS-Prozessen aufgefallen, und als deren Urheber kam vor allem Best in Frage. Eine Hausdurchsuchung bei Best und in den Geschäftsräumen von Stinnes führte zur Beschlagnahmung von Bests Unterlagen, mit denen er die Verteidigung in vielen Prozessen gefüttert und Aussagen koordiniert hatte. Von nun an hatte die Justiz Gewissheit über Bests Rolle, wie auch über eine Vielzahl belastender Dokumente und bestellter Entlastungszeugen. Bests eigene Möglichkeiten, sich so zu verteidigen, wie er es anderen NS-Tätern ermöglicht hatte, schwanden damit dahin.
1971 wurde die Anklageschrift formuliert und die Eröffnung des Hauptverfahrens vorbereitet. Zwar wurde der Haftbefehl – unter dem Protest der Staatsanwälte, die eine politisch motivierte Intervention des neuernannten Haftrichters vermuteten – aufgehoben und Best vorläufig entlassen, dies erschien angesichts der Entschlossenheit der Staatsanwaltschaft und ihrer gründlichen Vorbereitung aber nur als Teilsieg. Mit einer Verurteilung zu einer langjährigen Haftstrafe musste nun auch Best rechnen.
Derweil hatte Stinnes 1971 Konkurs anmelden müssen, so dass Bests Tätigkeit dort endete. Best konzentrierte sich fortan auf seine Familie, sein Privatleben und die Vermeidung eines Prozesses gegen ihn. Daneben arbeitete er bis 1988 mit dem deutsch-dänischen Journalisten Siegfried Matlok für einen dänischen Verlag an dem Buch Dänemark in Hitlers Hand, das in Dänemark große Aufmerksamkeit fand und in dem er seine eigene Rolle noch einmal zu rechtfertigen versuchte.

### Verhandlungsunfähigkeit
Der Justiz entging er, indem er unter Verweis auf seine angegriffene Gesundheit – Best hatte auf die Haft erneut mit Depressionen reagiert – einen Antrag auf Haftverschonung stellte, dem vorläufig stattgegeben wurde. Die folgenden Jahre sahen eine erbitterte Abfolge von ärztlichen Gutachten und Gegengutachten, während deren Best für ein halbes Jahr erneut in Untersuchungshaft kam, nur um dann – einige Gutachten später – wieder entlassen zu werden.
Am 10. Februar 1972 erhob die Berliner Staatsanwaltschaft Anklage gegen Best wegen der „gemeinschaftlich mit Hitler, Göring, Himmler, Heydrich und Müller“ begangenen Ermordung von mindestens 8723 Menschen in Polen. Jedoch wurde das Hauptverfahren mit Verweis auf Bests psychische Gesundheit nicht eröffnet. Ende der 1970er-Jahre lehnte das Landgericht Duisburg eine Wiederaufnahme des Verfahrens wieder mit einem Verweis auf Bests Gesundheit (und nun auch sein Alter) ab und stellte seine dauernde Verhandlungsunfähigkeit fest.
1987 sagte Best in einem Prozess für den Offizier der Sicherheitspolizei Modest Graf von Korff aus, den er aus seiner Zeit in Frankreich kannte. Einem Bonner Staatsanwalt fiel Bests waches und überaus gesundes Auftreten auf, und er wies die Duisburger Staatsanwaltschaft darauf hin.
Diese ordnete eine erneute Begutachtung Bests an. Der medizinische Gutachter stellte am 13. April 1989 eine partielle Verhandlungsfähigkeit fest, und die Staatsanwaltschaft stellte am 5. Juli 1989 – unter Vorlage der alten Anklageschrift – einen Antrag auf Eröffnung des Hauptverfahrens.
Werner Best lebte zu diesem Zeitpunkt jedoch nicht mehr. Er war am 23. Juni 1989 gestorben.

## Bedeutung für den Nationalsozialismus

### Theoretischer Beitrag zum Polizeistaat
Best spielte als Theoretiker der Sicherheitspolizei eine entscheidende Rolle. In seinem Lehrbuch zum Polizeirecht von 1940 versuchte Best, die generalpräventive Loslösung der Polizei und der Gestapo von jeglicher Gesetzesbindung zu legitimieren. Dadurch sorgte er für eine quasi-juristische Rechtfertigung von Willkürmaßnahmen:

„Nach völkischer Rechtsauffassung ist Recht jede Regel, nach der sich das Zusammenwirken ‚Organe‘ – Einrichtungen und Einzelmenschen – vollzieht und die von der Führung gesetzt oder gebilligt ist. Es gibt deshalb keine Unterscheidung mehr zwischen ‚stärkeren‘ und ‚schwächeren‘ Normen, zwischen ‚Verfassungsrecht‘ und gewöhnlichem Recht, zwischen ‚Gesetzen‘, ‚Verordnungen‘, und ‚Erlassen‘, zwischen ‚öffentlichem‘ und ‚Privat‘-recht. Der Wille der Führung, gleich in welcher Form er zum Ausdruck kommt – ob durch Gesetz, Verordnung, Erlaß, Einzelbefehl, Gesamtauftrag, Organisations- und Zuständigkeitsregelung usw. – schafft Recht und ändert bisher geltendes Recht ab.“

Nachdem er weiter ausführte, dass auch ohne ein abschließend zusammengefasstes neues Polizeirecht ältere Gesetze und Rechtsvorstellungen über den Führererlass vom 17. Juni 1936, durch den Heinrich Himmler mit der Leitung und Vereinheitlichung der deutschen Polizei betraut worden sei und das Preußische Gesetz über die Geheime Staatspolizei vom 10. Februar 1936 neu interpretiert werden müssten, so dass auch

„– ohne förmliche Aufhebung oder Abänderung der einzelnen älteren Gesetze – alle abweichenden rechtlichen Bestimmungen als im Sinne der neuen Ordnung abgeändert gelten“

kam er zum Ergebnis:

„Was die ‚Regierung‘ von der Polizei ‚betreut‘ wissen will, das ist der Inbegriff des ‚Polizei‘-Rechts, das das Handeln der Polizei regelt und bindet. Solange die ‚Polizei‘ diesen Willen der Führung vollzieht, handelt sie rechtmäßig; wird der Wille der Führung übertreten, so handelt nicht mehr die ‚Polizei‘, sondern begeht ein Angehöriger der Polizei ein Dienstvergehen.“

Für die Gestapo hatte er 1936 festgehalten:

„Eine Einrichtung, die den politischen Gesundheitszustand des deutschen Volkskörpers sorgfältig überwacht, jedes Krankheitssymptom rechtzeitig erkennt und die Zerstörungskeime – mögen sie durch Selbstzersetzung entstanden oder durch vorsätzliche Vergiftung von außen hineingetragen worden sein – feststellt und mit jedem geeigneten Mittel beseitigt. Das ist die Idee und das Ethos der Politischen Polizei im völkischen Führerstaat unserer Zeit.“

### Theoretischer Beitrag zur NS-Herrschaft über Europa
Bests Vorstellungen über die Art und Weise, wie die NS-Herrschaft über Europa begründet und ausgestaltet werden sollte, konnte er nach seinem Ausscheiden aus dem RSHA nicht mehr nahtlos in Gesetze und informelle Richtlinien überführen. Daher war er auf die Veröffentlichung in Fachzeitschriften (wie der von ihm mitgegründeten RVL), Festschriften und auf Vorträge angewiesen.
In einer Festschrift für Heinrich Himmler erläuterte er seine Vorstellungen exemplarisch: In kritischer Auseinandersetzung mit Carl Schmitt, der in Staaten die eigentlichen Träger politischer Ordnung sah, hatte Best zuvor die Vorstellung einer „Völkischen Großraumordnung“ entwickelt, in der dominierende Völker eine Zone der Herrschaft um sich aufrichteten und sich darin keinerlei normativen Einschränkungen ausgesetzt sehen müssten. Allein die Macht sei die alles stiftende Quelle politischer Ordnung, und neben den Völkern (und nicht wie bei Schmitt in erster Linie den Staaten) gäbe es keine sonstigen Fixpunkte normativer Werte, die gegen die errichtete Ordnung des Nationalsozialismus aufgerechnet werden könnten. Es gebe völkische Lebensgesetze, die in unveränderbaren Interessen der Völker bestünden und denen einerseits zu folgen sei, deren Rahmen andererseits steuernd ausgestaltet werden könne. Dies erlaube es auch, unerwünschte Völker aus der Großraumordnung zu vertreiben – oder eben auch zu vernichten –, ganz wie es dem dominierenden Großraum-Volk nach erfolgter Sachabwägung günstig erscheine.
In Bests sorgfältig – und in juristisch nüchternem Ton formulierter – abgestufter Herrschaftsmethodik liegt die eigentliche Radikalität seiner Weltanschauung. Diese Methodik reichte von einer „Bündnis“- oder „Aufsichts“-Verwaltung für die einen (Dänen und Franzosen) über die nur noch begrenzt eigenständige „Regierungs“-Verwaltung – in der wie im tschechischen Beispiel nur noch Teile der unterworfenen Verwaltung unter deutscher Regierung bestehen bleiben sollten – bis hin zur ungleich härteren „Kolonial-Verwaltung“ für andere Völker (Generalgouvernement Polen, Völker der Sowjetunion). Die normative Bindungslosigkeit und die mögliche und leidenschaftslose Vernichtung missliebiger Völker (Juden) bildeten den Hintergrund dieser Methodik.
Best versuchte, Himmler in dieser Festschrift von den ressourcenschonenden Möglichkeiten der indirekten Form einer „relativ lockeren Besatzung zu überzeugen“ (womit er scheitern sollte), dies aber nicht aus ethischen Gründen, sondern um die Steuerungsfähigkeit gegenüber dem besetzten Europa zu gewährleisten. Ziel war nicht die Vermeidung von Völkermord, sondern seine präzisierte Indienststellung nach Prinzipien politischer Klugheit im Rahmen vorausgesetzter völkischer „Lebensgesetze“.
In einem weiteren Aufsatz führte Best mit lakonischer Deutlichkeit aus: „Vernichtung und Verdrängung fremden Volkstums widerspricht nach geschichtlichen Erfahrungen den Lebensgesetzen nicht, wenn sie vollständig geschieht“. Sie sei nur kein Zweck an sich, sondern gegen andere Interessen und Herrschaftserfordernisse sorgfältig abzuwägen. Kein anderer Vertreter des Nationalsozialismus bekundete bereits 1941 in derart breiter Öffentlichkeit die Bereitschaft zu „systematischer Rassenvernichtung“, wie Best es in aller Selbstverständlichkeit tat.
Anders als in den Gestapogesetzen wurden diese Überlegungen Bests nach seinem Ausscheiden aus dem RSHA nicht sofort Richtschnur für die Verwaltung, sie repräsentierten eher einen elitär-nationalsozialistischen Diskurs innerhalb der SS. Aber sie gingen von einer laufenden und sich radikalisierenden Herrschaftspraxis in Osteuropa aus und lieferten den Funktionsträgern aus der SS das theoretische Rüstzeug für ihr Vorgehen. Best wurde – so der Historiker Ulrich Herbert – trotz seiner Bereitschaft zur Teilkritik an Einzelaspekten der NS-Herrschaft „als führender Großraumtheoretiker der SS“ wahrgenommen und anerkannt.

### Typus des nationalsozialistischen Intellektuellen
Best war während seiner politischen Karriere im NS-Staat in hohem Maße daran interessiert, dessen Herrschaft nicht nur praktisch durchzusetzen, sondern auch theoretisch zu begründen. Dieser Anspruch ging sowohl auf seine Jugend und Adoleszenz in elitär-akademischen völkischen Organisationen zurück wie auch auf seine Prägung als fähiger Prädikatsjurist sowie auf seine Sicht der SS als der intellektuellen Elite des Nationalsozialismus. Sein Anspruch führte Best schon früh zu einer umfangreichen publizistischen Tätigkeit. In gewisser Weise gingen diese Überzeugungen jeder persönlichen und institutionellen Bindung – ob an Himmler, Hitler oder die NSDAP – voraus und fanden in der Ideologie des Nationalsozialismus nicht ihre Ursache, sondern ihren Träger.
Tatsächlich gab Best in alliierten Verhören – in denen er wahrheitswidrig jede Kenntnis des Holocaust bestritt – nach dem Krieg in Nürnberg an, seine Weltanschauung sei nicht erst unter dem Einfluss Hitlers und der NSDAP entstanden, und er sei durchaus in der Lage gewesen, Hitler immer auch kritisch zu sehen:

„Ich war schon fertig in meinen Überzeugungen, es ist heute so schwer zu sagen, das nationalsozialistische Programm, die Weltanschauung, es ist ja mehr ein Konglomerat. Das einzig eindeutige war der Glaube an Hitler. Die alten Hitlerianer haben keine Probleme. Für jeden anderen mußten die alten Probleme wieder auftauchen. Bei mir entstand der Eindruck, dass Hitler von bestimmten Prinzipien abzuweichen schien[.]“

In seinen Überzeugungen war er deshalb alles andere als ein widerspruchsloser Befehlsempfänger, tatsächlich wagte er in seiner Laufbahn mehrfach den Konflikt mit Heydrich, Himmler und Hitler selbst.
Gegenüber politischer Unbeherrschtheit oder Unklarheit vertrat Best stets die Haltung eines kühlen, zielgerichteten Rationalismus auf völkischer Grundlage, den er selbst als „Sachlichkeit“ verstand und der ihn durch seine Karriere trug. Wie sein Bruch mit Heydrich zeigt, war diese Haltung seinem beruflichen Vorankommen manchmal jedoch zugleich ein Hindernis. Noch nach dem Krieg verwahrte er sich gegen den Vorwurf, er habe aus Hass gegen die Juden gehandelt. Vielmehr sah er seine Tätigkeit als die sachliche Ausführung des Notwendigen an.
Damit prägte Best den Nationalsozialismus und vor allem die Führungsstrukturen des Reichssicherheitshauptamtes deutlich als Teil jener relativ jungen, meist akademisch gebildeten „Generation des Unbedingten“, die im Habitus rational auftrat, aus diesem Habitus heraus auch Einzelaspekte des Nationalsozialismus kritisch bewerten konnte, hinter dieser Rationalität aber zutiefst radikale völkische Prämissen offenbarte, die politisch fast ungebremst wirksam wurden und im millionenfachen Massenmord endeten.
Bests theoretische Überlegungen über die Rolle der Polizei ermöglichten es ihm, die unumschränkte Herrschaft der Sicherheitspolizei zu etablieren. Seine Überzeugungen über die Völker Europas erlaubten es ihm, Herrschaftstechniken zu entwickeln, die flexibel anpassbar waren: Völkische Härte für Osteuropäer, ein gewisser Freiraum für die Völker Frankreichs und völkische Liberalität für die Dänen, ohne dass Best selbst in einer milderen Herrschaftspraxis einen Konflikt mit seinen völkischen Überzeugungen sehen musste.
Bests theoretische und intellektuelle Bemühungen lassen sich insofern nicht von seinen praktischen Funktionen in der Hierarchie des NS-Systems trennen. Seine nie hinterfragte axiomatische Prämisse, dass Völker grundverschieden und die ausschließlichen Träger der Geschichte seien und die Juden deswegen – bis hin zu ihrer Vernichtung – von den Deutschen zu trennen seien, gestattete es ihm, umfangreiche und höchst radikale antisemitische Gesetze frei von Hass und Mitleid zu formulieren und sie auf das besetzte Europa auszudehnen, ohne dass er je nach einer tieferen und über diese Prämissen hinausgehenden Begründung für den Mord an den Juden gefragt hätte. Offenbar hat er eine solche Begründung auch nicht vermisst.

## Geschichtswissenschaftliche Rezeption
Bests Rolle als akademisch gebildeter nationalsozialistischer Funktionär und SS-Intellektueller mit beträchtlichem Gestaltungsraum blieb über Jahrzehnte hinweg unentdeckt, ehe Ulrich Herbert sie für seine Habilitationsschrift bis 1992 ausführlich untersuchte und 1996 in der erweiterten Fassung der Biographie Best veröffentlichte. Dadurch wurde das Interesse der Geschichtswissenschaft auf die Rolle, den großen Einfluss, die sozialen Merkmale, die Motivation und die Beweggründe der von Himmler und Heydrich geförderten Führungsschicht im Sicherheitsapparat des Dritten Reiches gelenkt. Deren Angehörige konnten bereits aufgrund ihres relativ geringen Lebensalters nicht zur obersten Führungsschicht im nationalsozialistischen Herrschaftsapparat gehören, und ihre politische Sozialisation war auch nicht allein in den Untergliederungen der NSDAP erfolgt, sondern – bürgerlich unauffällig – an den Schulen und Universitäten der Weimarer Republik: Akademisch gebildet, meist dem völkischen Milieu verbunden und oft überdurchschnittlich begabt und aufstiegsorientiert, war ihr Dienst am Nationalsozialismus kein Ergebnis blinder Verführung oder propagandistischer Überwältigung, sondern Ausdruck einer bewussten Entscheidung, der sie mit moralischer Kälte nachkamen.
Herberts aufsehenerregende Habilitationsschrift, die „als eines der Standardwerke moderner Zeitgeschichtsforschung“ gilt, wurde zum Anknüpfungspunkt weiterer Studien etwa von Karin Orth, Michael Wildt oder Lutz Hachmeister.
Diese Arbeiten konzentrierten sich auf die Lebensläufe, Karrieren und charakteristischen Merkmale, Unterschiede und Gemeinsamkeiten dieser NS-Führungskader der zweiten Reihe, deren wichtiger Beitrag zur Entstehung und zum Ablauf der Besatzungs- und Vernichtungspolitik des Dritten Reiches bis dahin übersehen worden war.
Innerhalb der NS-Forschung wurde damit neben den Positionen der Intentionalisten und der Strukturalisten eine dritte Sichtweise begründet, die das Augenmerk auf die eigenständigen ideologischen Antriebe von NS-Eliten legte, die mit Hitlers Intentionen und den institutionellen Interessen der NS-Polykratie dynamische Querverbindungen eingingen. Weder die Intention Hitlers noch der Konkurrenzkampf zwischen den formalen Organisationen und den Interessengruppen des Dritten Reiches allein erklären deswegen die Entstehung und den Ablauf des NS-Vernichtungsprogramms, sondern vielmehr auch das tätige und ideologisch motivierte Mitwirken von NS-Kadern (wie Werner Best) innerhalb eines Rahmens von ihnen auf diesen Zweck hin ausgerichteten Institutionen (wie beispielsweise dem RSHA) muss zur Erklärung herangezogen werden.

## Veröffentlichungen (unvollständig)
- Zur Frage der „Gewollten Tarifunfähigkeit“. Dissertation. Universität Heidelberg 1929.
- „… wird erschossen“: die Wahrheit über das Boxheimer Dokument. Selbstverlag, Mainz 1932.
- Die Geheime Staatspolizei, in: Deutsches Recht 6 (1936), S. 125–128.
- Erneuerung des Polizeirechts. In: Kriminalistische Monatshefte. 12, 1938, S. 26–29.
- Apologie des Juristen, in: Deutsches Recht Nr. 9, Jahrgang 1939, S. 196ff
- Der politischste Beruf, in: Deutsche Allgemeine Zeitung vom 12. April 1939,
- Die Verwaltung in Polen vor und nach dem Zusammenbruch der polnischen Republik. von Decker, Berlin 1940.
- Herrenschicht oder Führungsvolk? In: Reich-Volksordnung-Lebensraum. Bd. 3, 1942, S. 122–139 (erschienen mit anonymisiertem Verfassernamen).
- Die deutsche Polizei. L.C. Wittich, Darmstadt 1940 (Forschungen zum Staats- und Verwaltungsrecht, Bd. 5, hrsg. von Reinhard Höhn).
- Grundfragen einer deutschen Grossraum-Verwaltung. In: Festgabe für Heinrich Himmler … für den Reichsführer SS und Chef der Deutschen Polizei Heinrich Himmler zu seinem 40. Geburtstag verfasst und ihm am 5. Jahrestag der Übernahme der Deutschen Polizei am 17. Juni 1941 überreicht. 1941, S. 33–60.
- Die deutsche Militärverwaltung in Frankreich. In: Reich, Volksordnung, Lebensraum. Zeitschrift für völkische Verfassung und Verwaltung. (RVL) 1, 1941, S. 29–76.
- Grossraumordnung und Grossraumverwaltung. In: Zeitschrift für Politik. 32, 1942, S. 406–412.
- Siegfried Matlok (Hrsg.): Dänemark in Hitlers Hand. Der Bericht des Reichsbevollmächtigten Werner Best über seine Besatzungspolitik in Dänemark mit Studien über Hitler, Göring, Himmler, Heydrich, Ribbentrop, Canaris u. a. Husum-Verlag, Husum 1988, ISBN 3-88042-436-5.
- Die „Philosophie des Dennoch“. Grundzüge einer zeitgemäßen Philosophie. Manuskript ohne Datum (etwa 1953), aufbewahrt im Hauptstaatsarchiv Düsseldorf, Rep 242 (Verfahren gegen Best und andere wg. Mordes), Dokumentenordner 32
- Die Gestapo. Manuskript ohne Datum (ebenfalls etwa 1953), aufbewahrt im Hauptstaatsarchiv Düsseldorf, Rep 242 (Verfahren gegen Best und andere wg. Mordes), Dokumentenordner 32

## Film, Filmbeiträge
- Gerolf Karwath: Hitlers Eliten nach 1945. Teil 4: Juristen – Freispruch in eigener Sache. Regie: Holger Hillesheim. Südwestrundfunk (SWR, 2002).